# K. k. Hofzug

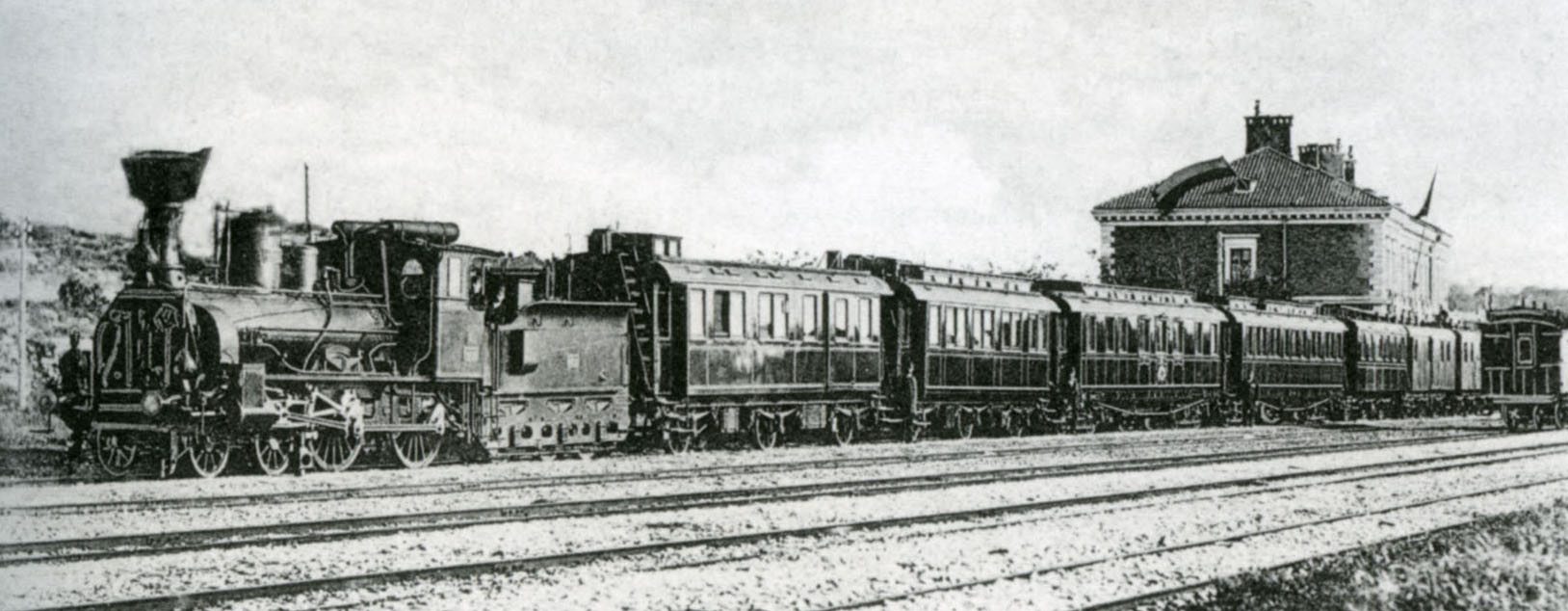
Der k.k. Hofzug im Bahnhof des Hauptkriegshafens Pola, 1899

Der kaiserlich-königliche Hofzug (auch als kaiserlicher Hofzug, Hofsalonzug oder Kaiserzug bezeichnet) war der normalspurige kaiserlich-königliche österreichische Hofzug, der von den Monarchen Franz Joseph I. und Karl I. benutzt wurde. Er wurde 1891 im Auftrag aller österreichischer Bahnverwaltungen durch die k.k. Generaldirektion der österreichischen Eisenbahnen in Auftrag gegeben und von der Firma Ringhoffer in Prag gebaut. Bis zum Ende der Donaumonarchie wurde die Zuggarnitur mehrfach erweitert.
Auch andere Bahnverwaltungen, wie die schmalspurige Salzkammergut-Lokalbahn, die Bosnisch-Herzegowinischen Landesbahnen oder die Niederösterreichischen Landesbahnen hielten auf ihren Netzen Salonwagen für die Benützung durch den Monarchen vor, aus denen bei Bedarf eigene Hofzüge bzw. Hofsonderzüge gebildet wurden.
In Ungarn stand dem Monarchen der königlich ungarische Hofzug zur Verfügung.

## Geschichte

### Anfänge
„Die Ziele sind nur deshalb so begehrenswert, weil die Reise dazwischen liegt“, schrieb Kaiserin Elisabeth (1837–1898) einst während einer Zugreise in ihr Tagebuch.
Der erste Hofsalonwagen der Habsburger Monarchie wurde bereits kurz nach der Eröffnung des Eisenbahnbetriebes gefertigt, bereits am 19. August 1845 wurde der erste vierachsige Wagen in Betrieb genommen. Dieses von einer Firma Heindorfer gebaute Fahrzeug war 12,5 Meter lang, besaß zwei zweiachsige Drehgestelle und im Inneren einen Salon, ein Schlafabteil, ein Dienerzimmer sowie einen Vorraum mit Toilette. Mit der Zeit ging man von den vierachsigen „amerikanischen“ Drehgestellwagen wieder ab und baute kürzere, zwei- und dreiachsige Fahrzeuge.
Die Hofzüge bestanden sehr lange aus Wagen völlig unterschiedlicher Bauart und Ausstattung. Jede größere Bahnverwaltung der k.u.k Monarchie hielt eigene Salonwagen für den Kaiser und den Hof vor, die bei Bedarf zu eigenen Hofzügen zusammengestellt wurden. So ließ die Kaiser Ferdinands-Nordbahn beispielsweise im Jahr 1880 einen sechsteiligen Hofzug zusammenstellen, welcher aus einem Hofsalon- und Galawagen, einem Salonwagen für den Kaiser, einem für die Kaiserin, einem Hof-Speisewagen, einem Küchenwagen und einem Waggon für die Begleitung bestand. Im Mai 1880 fuhr das Kaiserpaar mit einem Hofzug der Südbahngesellschaft bestehend aus vier Hofsalonwagen, drei Wagen erster Klasse und zwei Küchenwagen nach Wiener Neustadt.
Den 1873 auf der Wiener Weltausstellung präsentierten zweiachsigen Jagdwagen der Südbahngesellschaft mit offener Aussichtsplattform fand großen Anklang beim Monarchen, Franz Joseph nutzte dieses schlicht ausgestattete Fahrzeug noch bestimmungsgemäß bis zum Ausscheiden desselben im Jahre 1908.
In der ungarischen Reichshälfte wurde ein eigener königlicher Hofzug bereitgehalten, wenn der Monarch als König von Ungarn unterwegs war. 1884 lieferte Ringhoffer einen aus 13 Waggons bestehenden Hofzug nach Ungarn. Den letzten ungarischen Hofzug fertigte Ganz & Co. Budapest im Jahre 1896 aus Anlass der Millenniumsfeierlichkeiten der ungarischen Nation.

### Die Salonwagen der Kaiserin Elisabeth

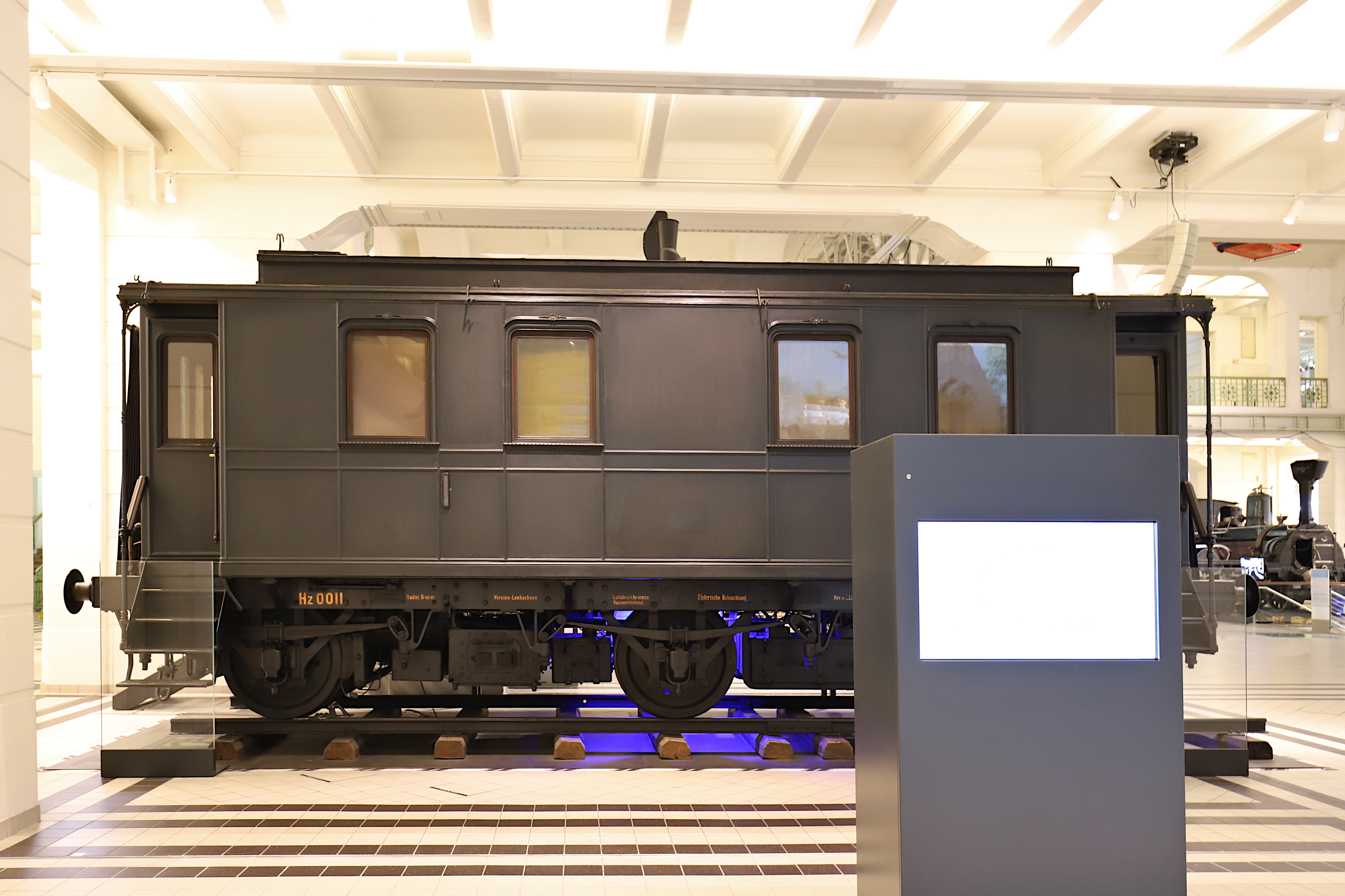
Salonwagen Hz 0011 der Kaiserin Elisabeth

Kaiserin Elisabeth von Österreich war bekannt für ihre Reiselust. Zu den älteren von ihr genutzten Salonwagen liegen nur wenige Informationen vor.
Bei einer Reise im Herbst 1871 beklagte sich die Kaiserin über die Kälte der damals mangelhaft geheizten Wagen. Daraufhin wurde als Gemeinschaftsprojekt der österreichischen Eisenbahnverwaltungen ein Hofzug aus zwei neuen Wagen nach modernstem technischen Stand bei Ringhoffer in Prag in Auftrag gegeben. Die künstlerische Gestaltung wurde dem Bildhauer Franz Schönthaler übertragen, die technische Konzeption der Fahrzeuge beruhte auf Arbeiten des „Maschinendirectors Gottschek der Südbahn und des Central-Inspectors Becker der Kaiser-Ferdinands-Nordbahn“. 1872/1873 wurden die Fahrzeuge ausgeliefert. Unter dem Wagenboden waren zwei Kohleöfen angebracht, die für die nötige Wärme sorgten. Der Schlafwagen war von Anfang an mit einer Wassertoilette ausgerüstet. Die Fahrzeuge waren als Privatwagen bei der k.k. priv. österreichisch-ungarischen Staatseisenbahn-Gesellschaft (StEG) eingestellt. Mehr als 20 Jahre blieben sie im Einsatz.
Der beheizte Schlafwagen von Kaiserin Elisabeth mit der späteren Kennzahl Hz 0011 war mit einem Bett, einem Damenzimmer (Boudoir) mit Toilettentisch und einer Toilette ausgestattet. Die Erstausstattung umfasste auch ein kleines Abteil für die Kammerfrau. Der zweite Wagen war ein Tages-Salonwagen für Kaiserin Elisabeth, der die Kennzahl Hz 0010 erhielt. Beide Wagen wurden mehrmals umgebaut. So wurde das Fahrwerk mit einer dritten Achse versehen, erhielt Lenkachsen, die offenen Einstiegsplattformen wurden bereits früh geschlossen und die technische Ausrüstung laufend dem Stand der Entwicklung angepasst: Die Wagen erhielten Dampfheizung und elektrische Beleuchtung. 1895 wurden beide Wagen von den k.k. Staatsbahnen in den neuen Hofzug eingereiht und technisch an dessen Stand angepasst.
Nach der Ermordung der Kaiserin 1898 wurden die beiden Wagen aus Pietätsgründen zunächst aus dem Hofzug ausgegliedert, Hz 0010 wurde noch bis 1912 gelegentlich von ihrer Tochter Erzherzogin Marie Valerie genutzt und anschließend durch das Dorotheum versteigert. Der ehemalige Schlafwagen der Kaiserin Hz 0011 befindet sich seit 1909 als Exponat im Technischen Museum Wien.

Die Kaiserin Elisabeth-Bahn stellte der Namenspatronin 1873 mindestens einen neuen Salonwagen zur Verfügung, zweiachsig mit je einem Salon, einem Schlafabteil und zwischenliegenden Sanitäreinrichtungen. Im Zuge des Baus des Königlich Ungarischen Hofzuges durch Ganz & Co. 1896 wurde für Kaiserin Elisabeth ebenfalls ein eigener Hofsalonwagen gefertigt.

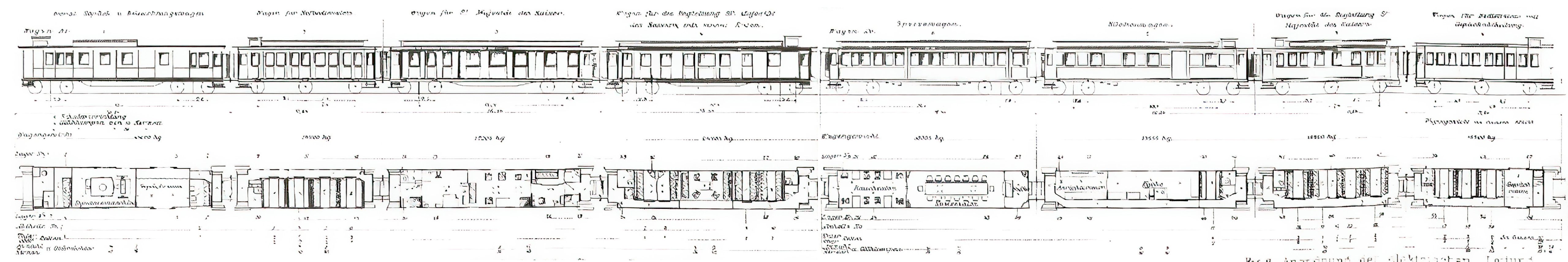
Kompletter Hofzug von 1891

### Hofzug des Kaisers

#### Zug von 1891

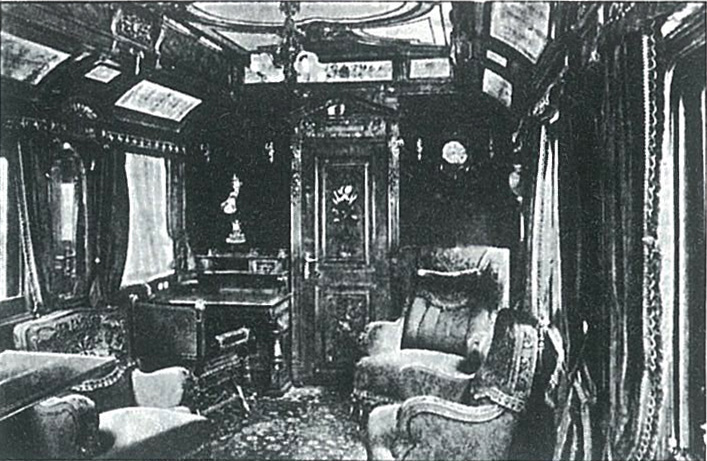
Interieur des kaiserlichen Salonwagens Hz 003 (II)

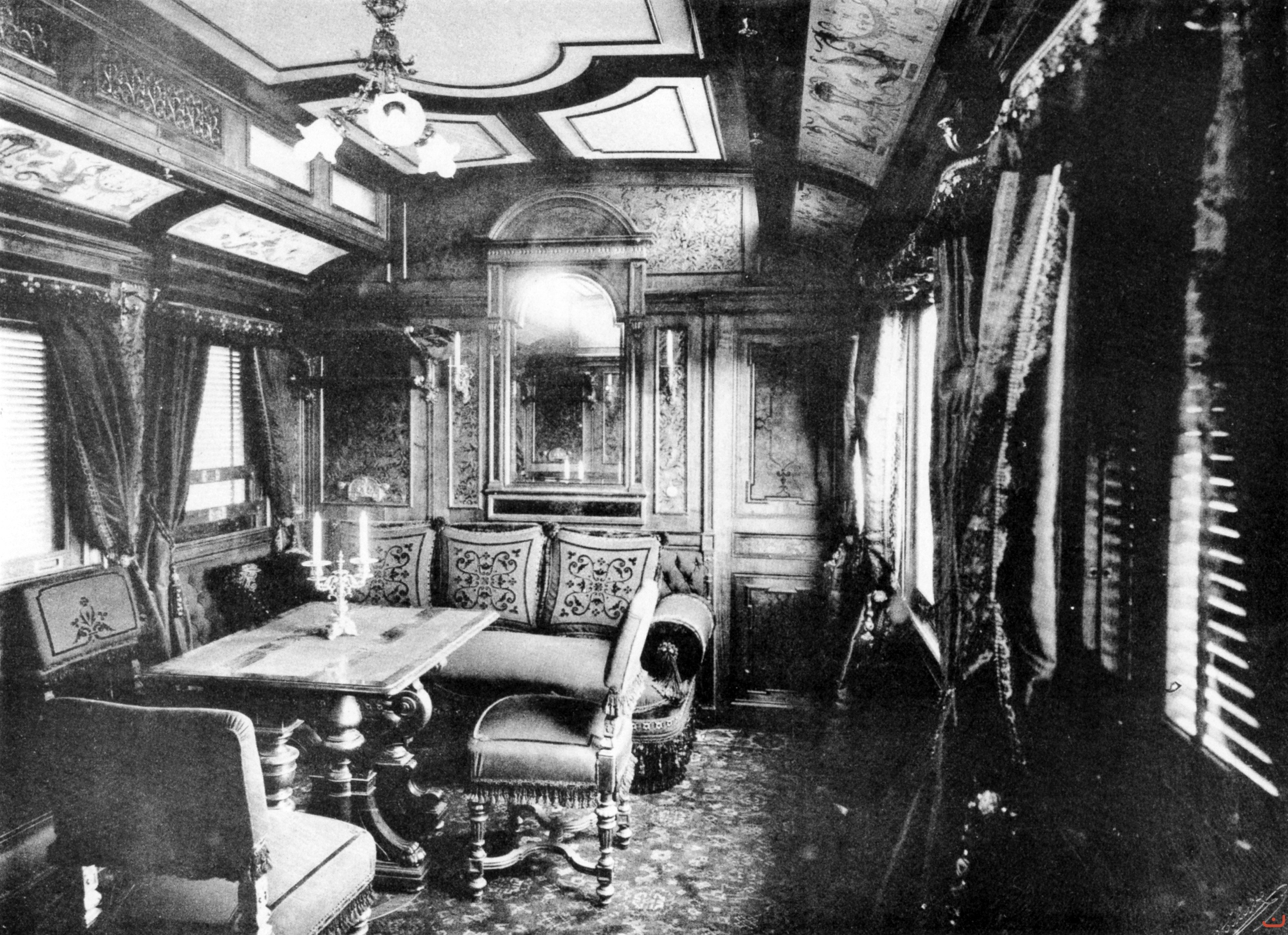
Interieur des Hofsuite-Salonwagens

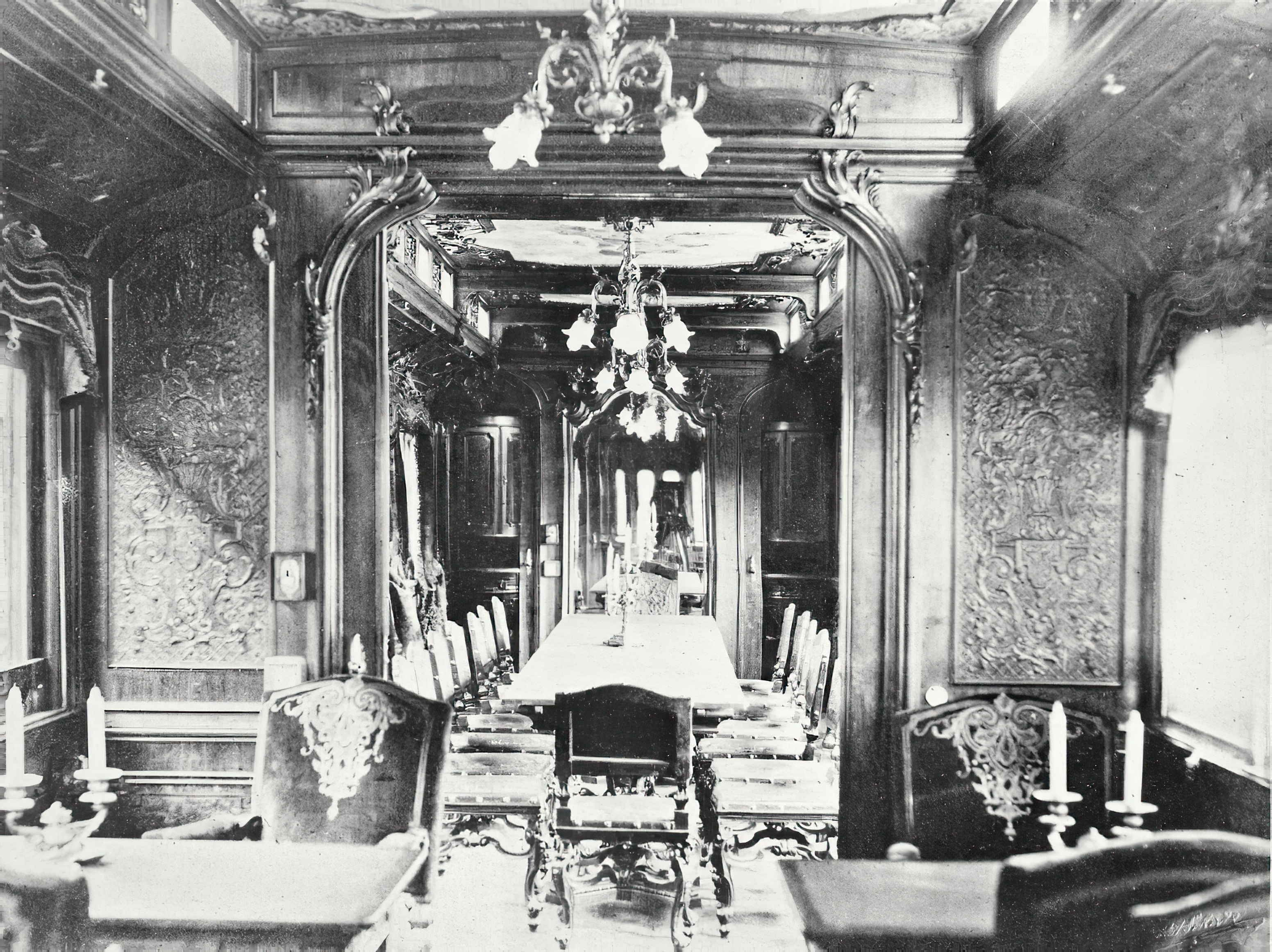
Speisewagen des Hofzuges (Hz 005)

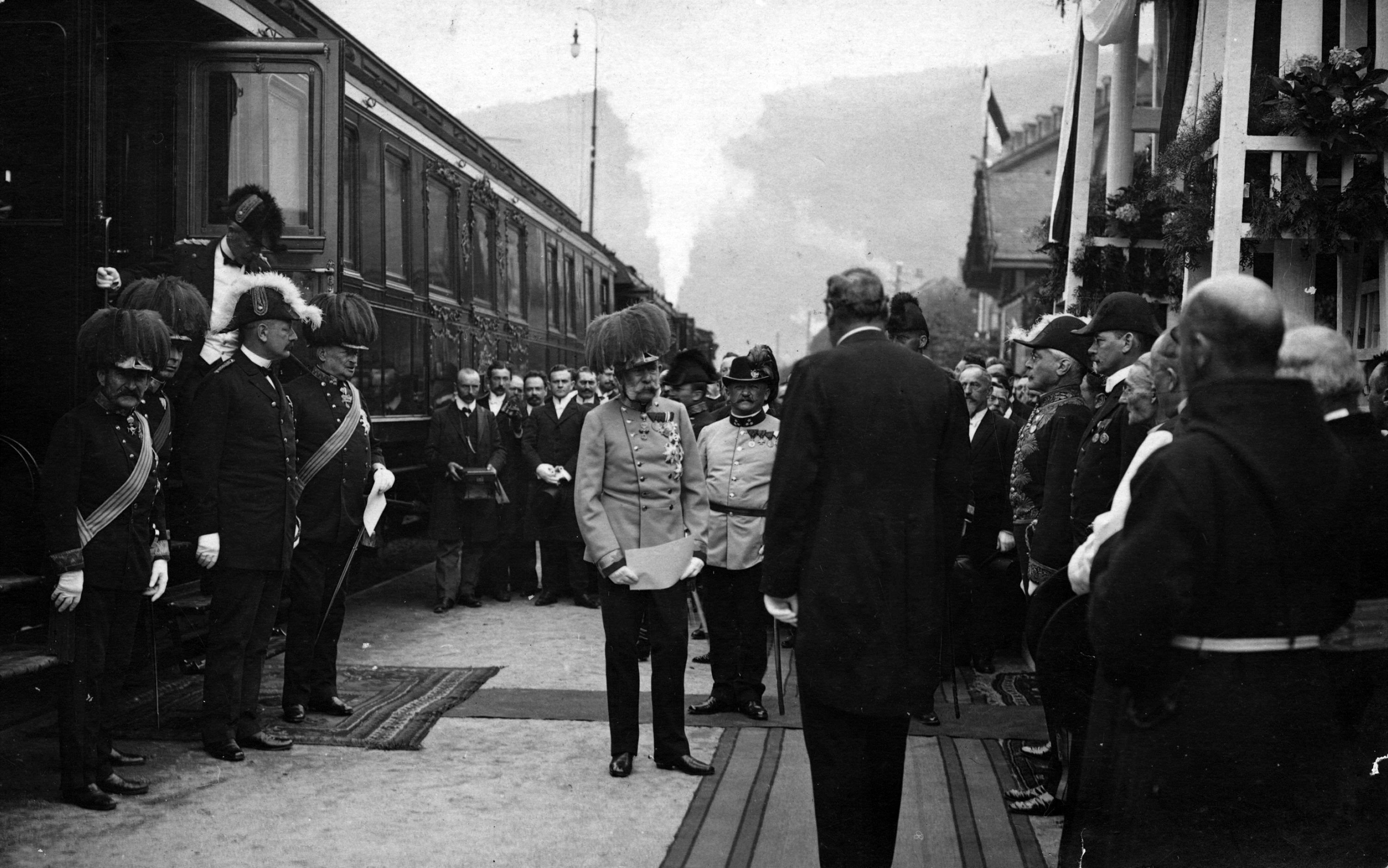
Empfang für Kaiser Franz Joseph am Bahnhof Bregenz vor Hz 003 (II)

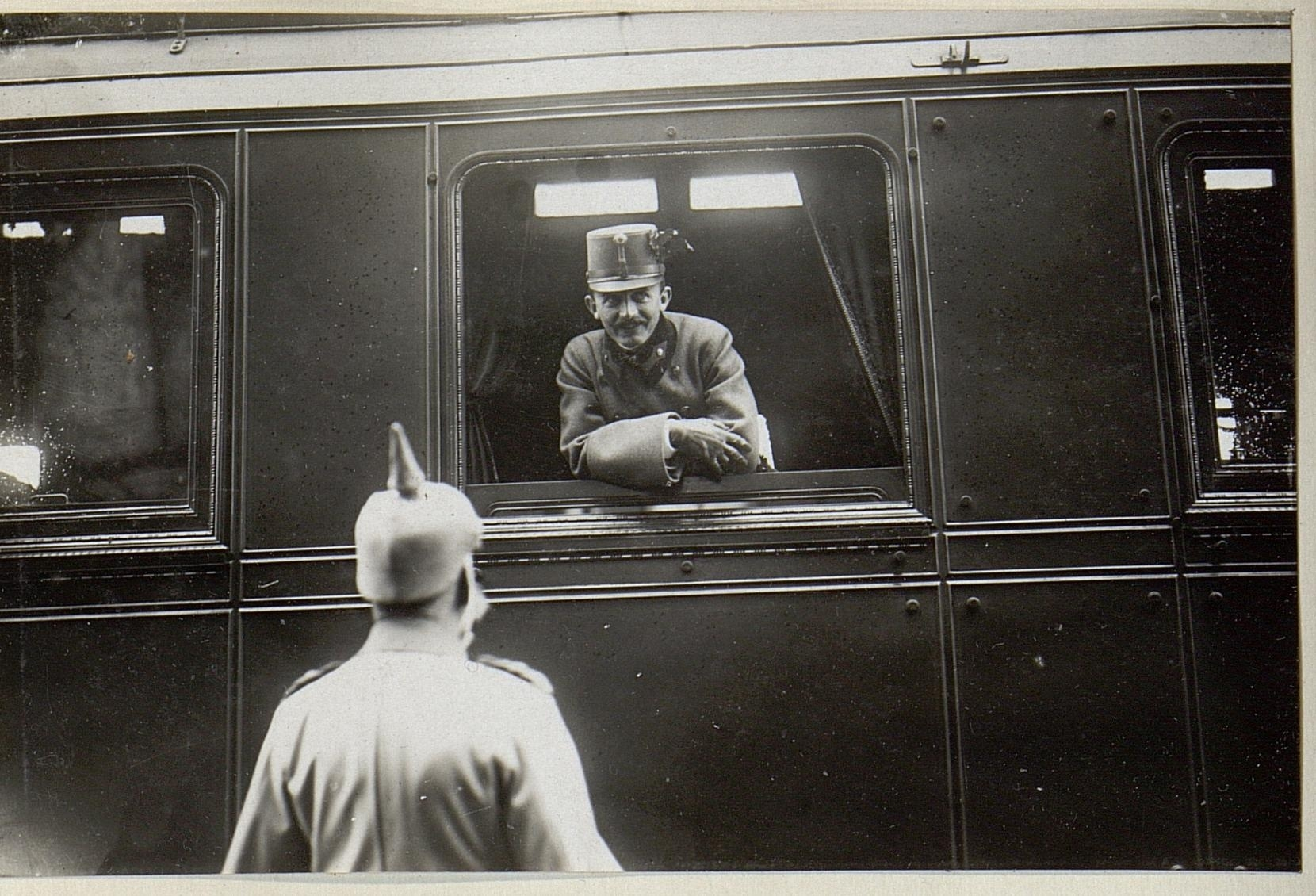
Kaiser Karl am Fenster von Hz 003 (II)

Der erste wirklich einheitliche k. k. Hofzug wurde im gemeinsamen Auftrag aller österreichischen Bahnverwaltungen ab 1889 geplant und in der relativ kurzen Zeit zwischen Januar und Mai 1891 von der Prager Waggonfabrik F. Ringhoffer in Smichow gebaut.
Am 5. Juni 1891 wurde die Konstatierung der vertragsmäßigen Ausführung und die Übernahmsfähigkeit des von Ringhoffer gelieferten Zuges durch ein Komitee, bestehend aus Generaldirektion der k.k. Staatsbahnen und sämtlichen österreichischen Eisenbahnverwaltungen, festgehalten. Bereits am 2. Juni 1891 besichtigte der Monarch im Wiener Westbahnhof den Zug.
Der österreichische Kaiserzug war insgesamt 117,32 Meter lang und besaß acht Wagen, die drei- oder vierachsig ausgeführt waren. Die dreiachsigen Waggons besaßen freie Lenkachsen, Achsstände der Drehgestelle der Vierachser betrug 2.500 mm und der Durchmesser der schmiedeeisernen Sternräder einheitlich 1.005 mm. Die Untergestelle der Waggons waren aus Eisen, die Wagenkästen aus Eichenholz mit innerer Holz- und äußerer Blechverschalung sowie hölzernen Zierleisten. In den Salons wurden die Böden zwecks Schalldämmung zusätzlich mit Bleiplatten und Linoleum belegt. Sämtliche Wagen waren mit händischer Spindel-, Druckluft- und Vakuumbremsen ausgestattet, nur der Salonwagen des Kaisers war (zur Vermeidung von Lärm beim Bremsen) ungebremst. Die Wagenquerschnitte waren so angelegt, dass der Kaiserzug auf allen normalen europäischen Lichtraumprofilen uneingeschränkt fahren konnte. Hierzu wurden auch ausklappbare Trittbretter eingebaut. Zur Erhöhung der Bequemlichkeit erhielten die Fahrzeuge vollständig geschlossene Faltenbalgübergänge, damals Souffletübergänge genannt, die einen bequemen Wechsel zwischen den Wagen während des Fahrens möglich machten.
Der Zug war bereits mit elektrischer Beleuchtung ausgestattet, der von einer im Gepäckwagen befindlichen (stehenden) Verbunddampfmaschine der Ersten Brünner Maschinenfabrik angetriebene Generator konnte 50 Volt Gleichstrom bei maximal 200 Ampere liefern. Der gesamte Zug besaß mit Stand 1898 insgesamt 30 Akkumulatoren zu je 60 Zellen und einer Leistung von 150 Ampérestunden, welche von der AFA geliefert wurden. Weiters gab es ein elektrisches Notsignal sowie Glocken zum Herbeirufen von Dienern, zwischen dem Dienstwagen und der Lokomotive war weiters ein Sprachrohr vorgesehen.
Der Kaiserzug wurde im Inneren ganz im Makart-Stil in historischem Glanz und imperialer Üppigkeit gehalten, die Ausstattung erfolgte nach Entwürfen von Georg Stribal und Josef Kastner. Das bewiesen vor allem die schweren Vorhänge aus Samt und Plüsch, die Täfelungen aus dunklem Nussholz und Vogelahorn, Wandbespannungen aus Seide und die mit Gold gefassten und geschnitzten Tür- und Fensterrahmen. Entsprechend den Vorschriften für Hof-Fahrzeuge waren die Wagen außen dunkelgrün lackiert und besaßen goldene Verzierungen. Diese konnten bei Bedarf auch abgenommen werden, wenn der Monarch privat reiste.
| Nummer | Bezeichnung                        | LüP in Metern | Achsen | Übernachtungs- plätze | Anmerkung                                               |
| ------ | ---------------------------------- | ------------- | ------ | --------------------- | ------------------------------------------------------- |
| 1      | Dienst- und Gepäckwagen, Generator | 16,54         | 4      | 02                    | 2 Dienstabteile                                         |
| 2      | Hofbedienstete                     | 11,54         | 3      | 16                    | 1 Dienstabteil                                          |
| 3      | Salonwagen des Kaisers             | 16,54         | 4      | 02                    | Der zweite Schlafplatz war für den Adjudanten bestimmt. |
| 4      | Begleitung                         | 16,54         | 4      | 06                    | 1 Salonabteil                                           |
| 5      | Speisewagen                        | 16,54         | 4      | 0                     | Rauchersalon                                            |
| 6      | Küchenwagen                        | 16,54         | 4      | 04                    | 3 Matratzen in der Küche                                |
| 7      | Begleitung                         | 11,54         | 3      | 14                    |                                                         |
| 8      | Bedienstete, Gepäck                | 11,54         | 3      | 12                    | 1 Dienstabteil                                          |

#### Erweiterungen

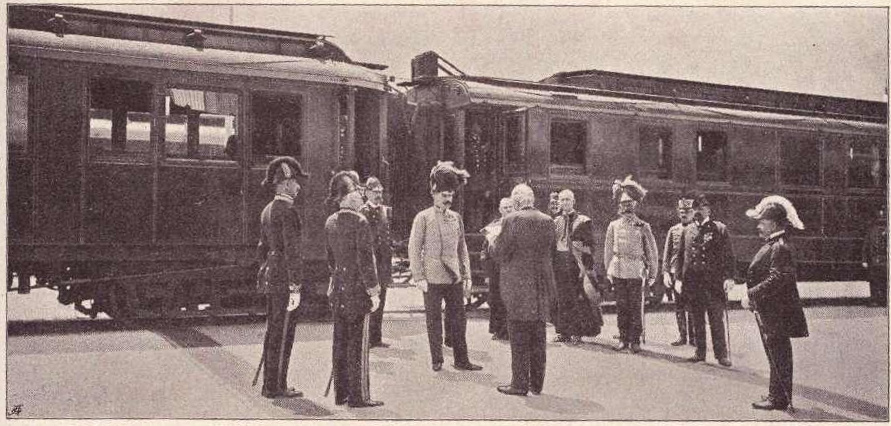
Franz Ferdinand bei der Eröffnung der Wocheinerbahn, links sein Salonwagen Hz 0014 (I) von 1902 und rechts Hofsuite-Salonwagen Hz 0010

Mehrmals wurde der Kaiserzug erweitert, so erhielt er bereits 1894 einen neuen Maschinenwagen mit einem stärkeren Fahrgestell in Form eines Fischbauchträgers.
Der 1900 gebaute vierachsige Hofreisewagen Hz0012 verfügte im Gegensatz zu seinen Vorgängern über eine Ausstattung, die bereits dem Jugendstil angenähert war. Dieses ebenfalls sehr prachtvoll ausgestattete Fahrzeug, welches zu dem über einen sehr markanten Fahrzeugrahmen verfügte, wurde auf der Pariser Weltausstellung 1900 präsentiert.
1902 wurde ein neuer sechsachsiger Salonwagen für Kaiser Franz Joseph angeschafft und ebenfalls als Hz 003 in den Zug eingereiht. Dieser im Inneren noch aufwändiger gestaltete Wagen war mit einer Länge von 19,1 Metern, einem Drehzapfenabstand von 12.000 mm und 3.500 mm Achsstand zudem der größte Wagen des Zuges. Der alte Salonwagen des Kaisers wurde in den Hofsuite-Salonwagen Hz 0010 umgebaut.
Im selben Jahr wurde, der gestiegenen Bedeutung seiner Person entsprechend, auch der zweite Salonwagen des Thronfolgers Franz Ferdinand als Hz 0014 in den Zug eingereiht. Dieses Fahrzeug war mit 15.190 mm LüP kürzer als die anderen Wagen des Hofzuges und verfügte zudem über ein abweichendes Aussehen mit senkrechten Zierleisten auf den Seitenwänden sowie über den Plattformen eingezogenen Oberlichtdächern.
Die vielfach als Unglückszahl gedeutete Nummer 13 blieb bei der Vergabe der Wagennummern unberücksichtigt. Ein Teil der vierachsigen Wagen wurde zudem als Buffetwagen mit entsprechender Kücheneinrichtung und Speise- sowie Gesellschaftsräumen genutzt.
| Nummer  | Bezeichnung                          | LüP       | Achsen | Baujahr |
| ------- | ------------------------------------ | --------- | ------ | ------- |
| Hz 001  | Dienst- und Gepäckwagen              | 12.540 mm | 3      | 1894    |
| Hz 002  | Gefolgewagen                         | 11.540 mm | 4      | 1891    |
| Hz 003  | Hofsalonwagen des Kaisers            | 19.190 mm | 6      | 1902    |
| Hz 004  | Hofsuite-Salonwagen                  | 16.540 mm | 4      | 1891    |
| Hz 005  | Speisewagen                          | 16.540 mm | 4      | 1891    |
| Hz 006  | Küchenwagen                          | 16.540 mm | 4      | 1891    |
| Hz 007  | Hofsuitewagen                        | 11.540 mm | 3      | 1891    |
| Hz 008  | Gefolgewagen 2. Klasse mit Küche     | 11.540 mm | 3      | 1891    |
| Hz 009  | Beleuchtungswagen                    | 13.040 mm | 4      | 1894    |
| Hz 0010 | Hofsuite-Salonwagen                  | 16.540 mm | 4      | 1891    |
| Hz 0011 | ehem. Hofsalonwagen der Kaiserin     | 9.570 mm  | 3      | 1873    |
| Hz 0012 | Hofreisewagen                        | 14.130 mm | 4      | 1900    |
| Hz 0014 | Salonwagen Erzherzog Franz Ferdinand | 15.190 mm | 4      | 1902    |

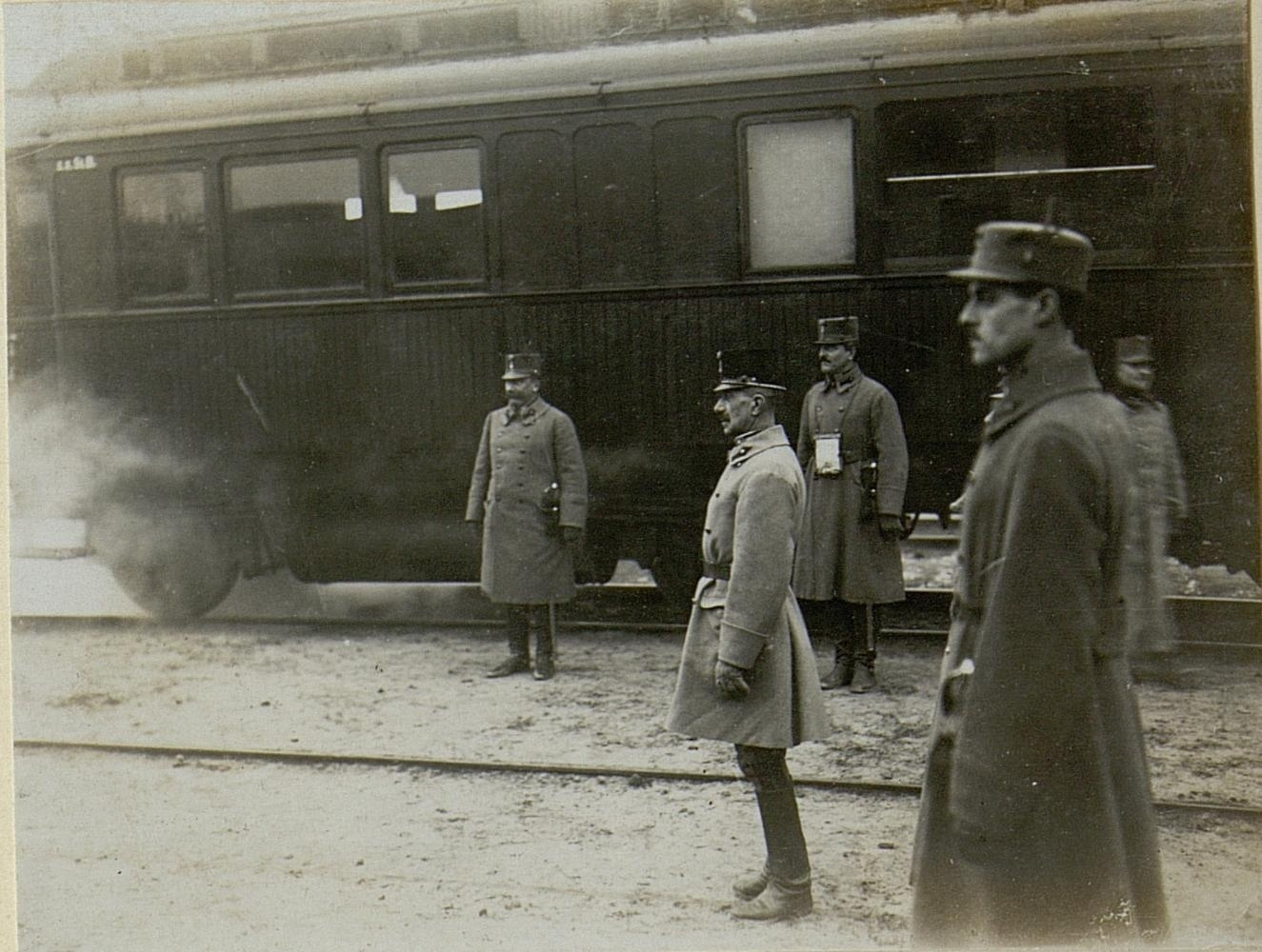
Generaloberst Böhm-Ermolli vor Sa 18

Bis 1917 folgten noch einige weitere Wagen, darunter 1912 ein als Hz 0015 bezeichneter neuer vierachsiger Hofsuite-Salonwagen mit einer Länge von 19.050 mm.
1909 wurde ein neuer, größerer Salonwagen für den Thronfolger (ursprünglich als Sa 22, später ebenfalls mit Hz 0014 und ab 1911 als kkStB Sa 506 bezeichnet) angeschafft. Bei diesem, heute noch vorhandenen Fahrzeug sticht vor allem die stark abweichende äußere Gestaltung mit Schleppdächern und oben geschwungenen Fenstern, als auch die schlichte, im Stil des Englischen Klassizismus gehaltene Inneneinrichtung hervor.
Ebenso folgten Wagen für die Erzherzöge Eugen und Friedrich. Während Friedrich den ursprünglichen, dreiachsigen Salonwagen Sa 18 von Erzherzog Franz Ferdinand (Ringhoffer 53 686/1898) weiterbenützt haben dürfte, wurde im Jahre 1909 für Erzherzog Eugen ein vierachsiger Salonwagen Sa 6 (später Sa 500) aus einem 1895 gebauten vierachsigen Luxus-Personenwagen der k.k. Staatsbahnen umgebaut.

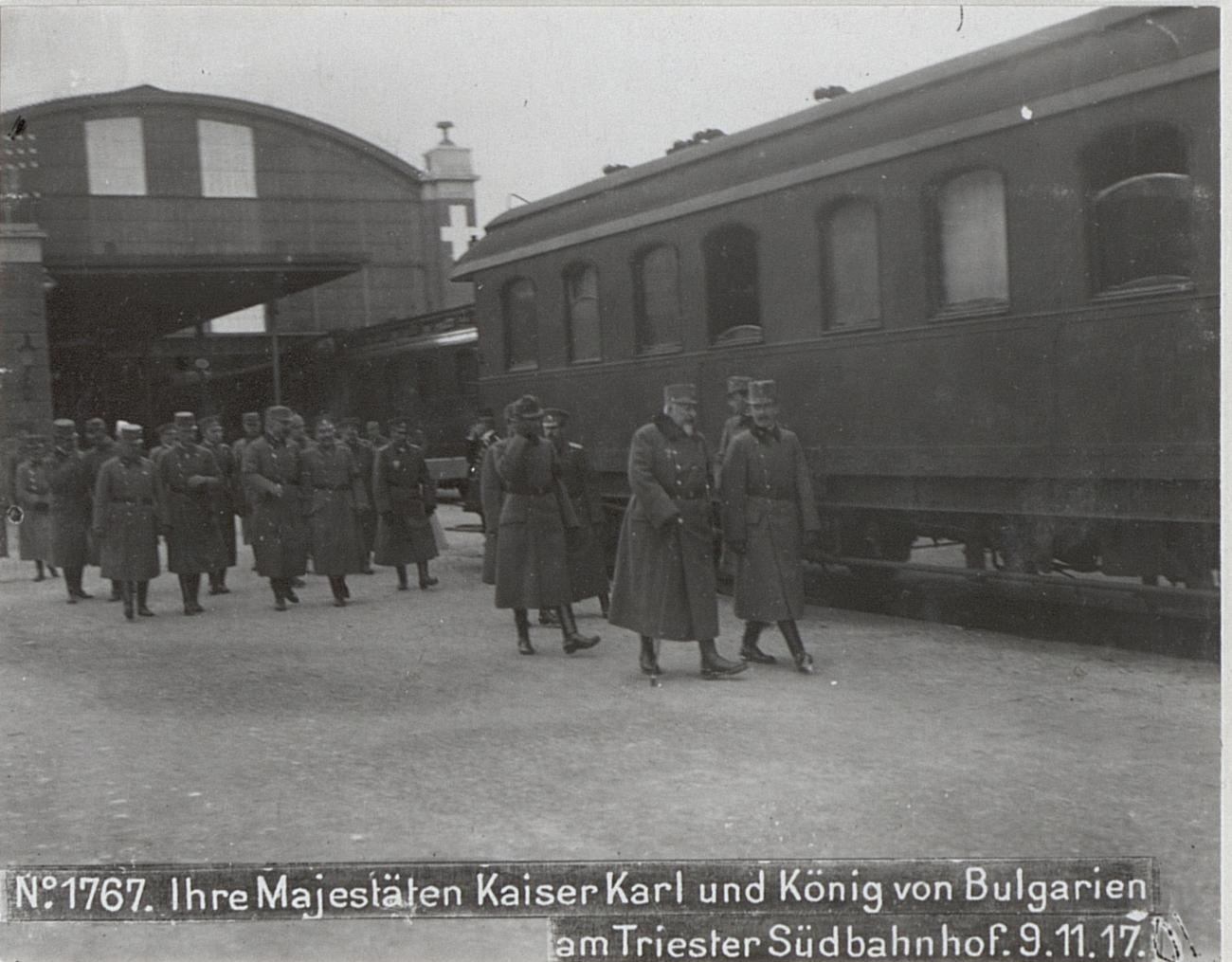
Kaiser Karl I. und Zar Ferdinand von Bulgarien vor Sa 509 (Triest 1917)

Für den neuen Thronfolger Erzherzog Karl und seine wachsende Familie wurde 1913 ein eigener Salonwagen geordert. Dieser als Familienwagen bezeichnete Salonwagen Sa 509 (Ringhoffer 82 000/1913) ähnelte von der äußeren und inneren Gestaltung dem Fahrzeug von Franz Ferdinand, verfügte jedoch über ein Tonnendach und war mit 20.200 mm LüP geringfügig länger. Er besaß einen kleinen Salon, zwei große Schlafräume für Karl und Zita mit längs stehenden Betten, ein Badezimmer mit Sitzbadewanne sowie drei Mehrbettabteile für die Kinder und sonstige Begleitung. Offenbar aufgrund des hohen Wagengewichtes wurde das ursprünglich vierachsige Fahrzeug im Jahr 1915 auf sechs Achsen umgebaut.
Sogar zwei geschlossene Autotransportwagen Hz0101 und Hz0102 wurden noch 1917 angeschafft. Bei diesen Wagen erfolgte die Verladung mittels einziehbarer Rampen über die Stirnseiten. Die Fahrzeuge verfügten im Innenraum über eine kleine Werkbank mit Schraubstock für eventuelle Reparaturen der Hofautos sowie über ausklappbare Betten mit Waschgelegenheiten für die Chauffeure.
Die später angeschafften Fahrzeuge passten jedoch aufgrund ihrer zunehmend moderneren Bauart nicht mehr zu den restlichen Wagen, so dass das einheitliche Erscheinungsbild des Hofzuges mit der Zeit verloren ging. Die Bremsanlagen der Fahrzeuge wurden jedoch ständig modernisiert und an die Gegebenheiten angepasst.
Neben den oben angeführten Wagen des Hofzuges und privaten Salonwagen der Erzherzöge standen zum Gebrauch durch den allerhöchsten Hof noch weitere Salonwagen aus dem Bestand der k.k. Staatsbahnen respektive der Privatbahnen zur Verfügung. Angeführt seien hier der dreiachsige Salonwagen für kleine Hofreisen kkStB S 2000 (Ringhoffer 53 392/1896), der bei der k.u.k. Militärbahn Banjaluka-Dobrlin eingestellte sechsachsige Salonwagen des Generalstabes k.u.k M.B. Salon 100 (Ringhoffer 89 415/1916) sowie die Salonwagen des Generaldirektors der Staatsbahnen S 1000 (Ringhoffer 47 909/1894) und des Ministerpräsidenten von Cisleithanien S 2200 (Ringhoffer 50 151/1896) zur Verfügung.
Gebaut wurden alle Fahrzeuge von Ringhoffer in Prag.

### Einsatz und Bespannung

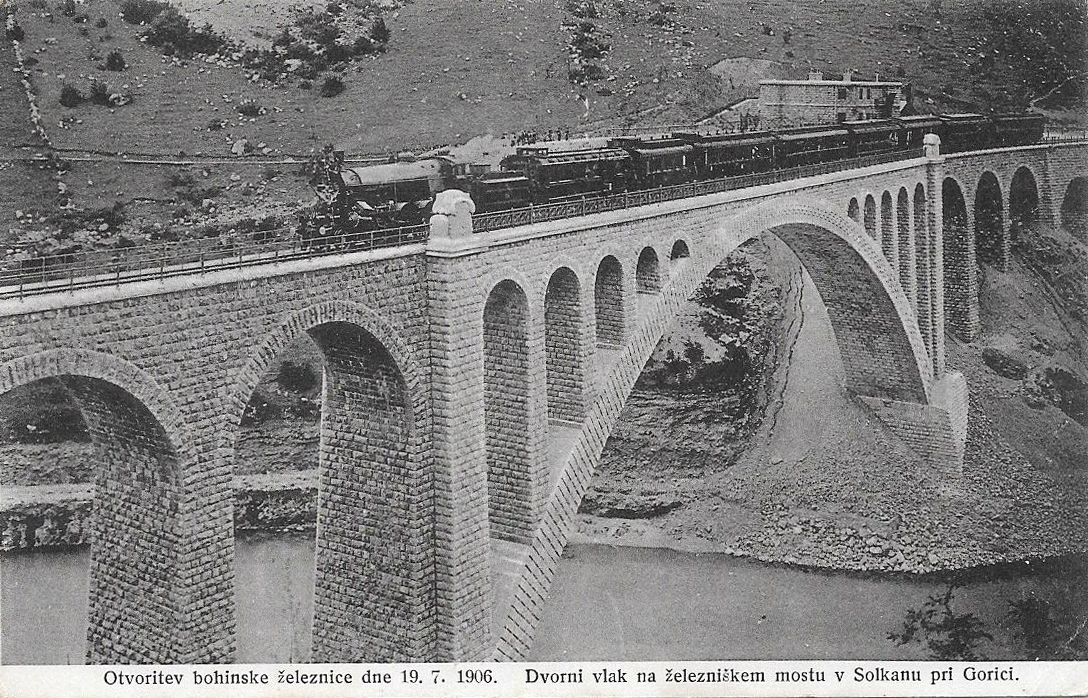
Der Hofzug mit einer kkStB 10 bei der Eröffnung der Wocheinerbahn auf der Solcanobrücke (1906)

Für das Führen eines Hofsonderzuges galten eigene Reglements und Vorschriften, es wurden eigene Fahrpläne erstellt und auf größtmögliche Sicherheit wert gelegt. Der Gegenverkehr kam dabei aufgrund des Vorrangs eines Hofzuges zumeist zum Erliegen und musste das Passieren abwarten. Eine Begegnung mit Güterzügen, welche verschiebbares Ladegut führten, sollte auf offener Strecke tunlichst vermieden werden. Aus Komfortgründen fuhr der Zug in der Nacht nicht mit der bei Tag üblichen Schnellzugsgeschwindigkeit, vor allem morgens – während der Kaiser rasiert wurde – wurde langsamer gefahren. Zudem wurden bei längeren Reisen laut Kammerdiener Eugen Ketterl stets einige Flaschen frischen Quellwassers aus Schönbrunn im Hofsalonwagen mitgeführt.

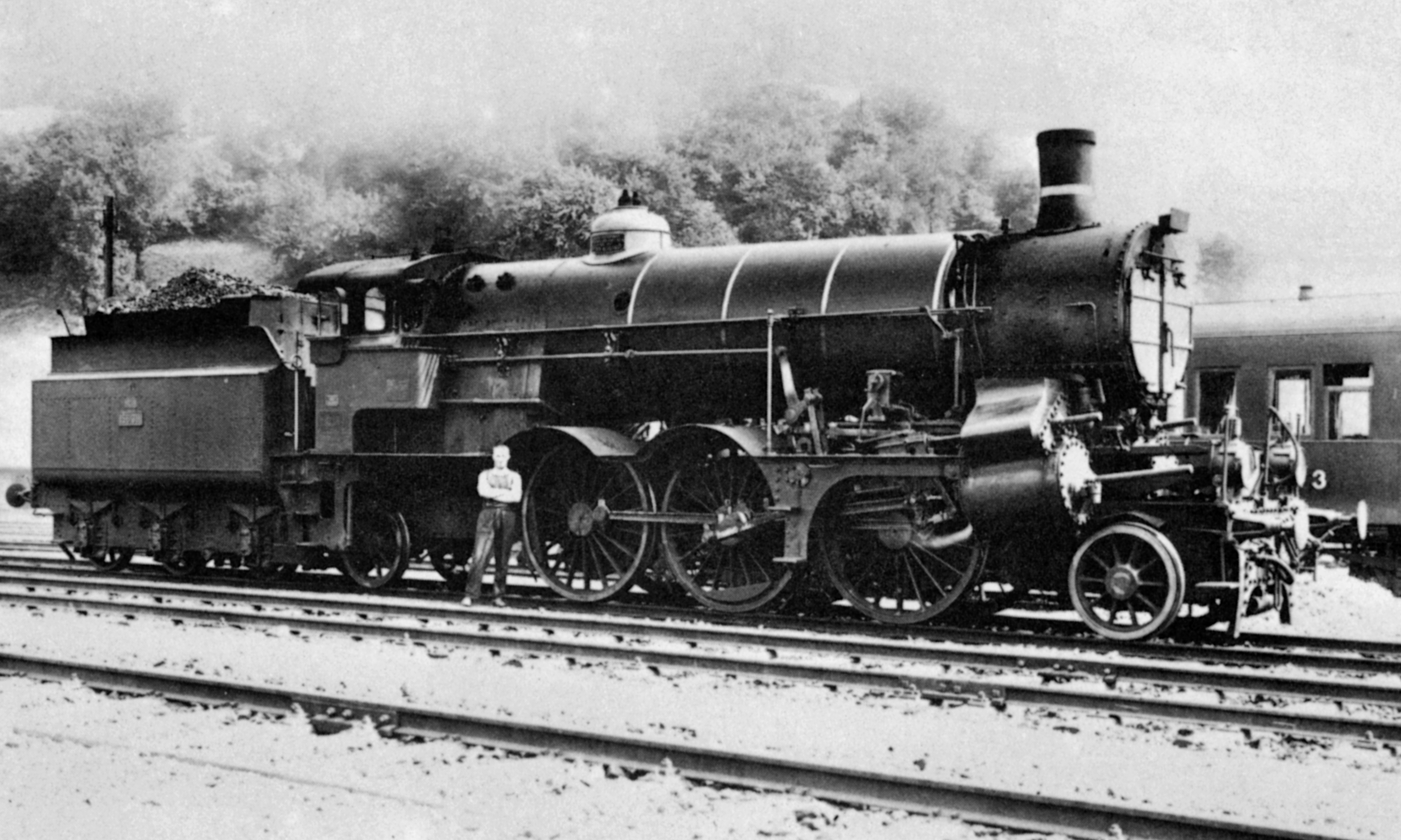
kkStB 10.18 im Jahr 1930

Bei offiziellen Anlässen wurde der gesamte Hofzug bzw. mehrere Wagen daraus als Hofseperatzug genützt, was jedoch dem als sparsam bekannten Kaiser aufgrund der von den Bahngesellschaften verrechneten hohen Kosten zumeist missfiel. Diese Züge wurden von den Bahngesellschaften als Sonderzug verrechnet, es waren neben der Anzahl der gefahrenen Kilometer auch die der Achsen des Zuges vom k.k. Hofzahlamt zu entrichten. Dieses achtete daher streng darauf, dass die Anzahl der eingesetzten Waggons gerechtfertigt war. Bei diesen offiziellen Fahrten war der kaiserliche Salonwagen mit abnehmbaren goldenen Ornamenten verziert. Mitunter, beispielsweise bei bedeutenden Bahneröffnungen wie die der Südrampe der Tauernbahn (1909), wurde der Hofzug auch mit weiteren Salonwagen aus den Beständen der Staatsbahnen erweitert. So liefen bei dieser Fahrt am Zugschluss die Salonwagen des Staatsbahn-Generaldirektors sowie des Ministerpräsidenten mit.
Bei nicht offiziellen Reisen wurde stets nur ein bzw. mehrere Salonwagen und ein Gepäckwagen an einen planmäßigen Schnellzug angehängt, darunter auch an den Orient-Express.
Der kaiserliche Hofzug wurde mit den stets modernsten und leistungsfähigsten Lokomotiven bespannt, bekannt sind u. a. die Reihen 4, 10, 80, 280, 306, 310 sowie 170 der k.k. Staatsbahnen. Auch die großen Privatbahngesellschaften wie die Südbahngesellschaft setzten aus Prestigegründen stets ihre besten Lokomotiven vor dem Hofzug ein. Die Lok kkStB 10.18 war als 5000. Lokomotive der Wiener Neustädter Lokomotivfabrik mit einer blauen Glanzblech-Kesselverschalung sowie Messing-Zierbändern und einem Messing-Dampfdom geliefert worden und galt aufgrund ihres prächtigen Aussehens als die Hofzuglokomotive schlechthin.
In seiner Kurzgeschichte Verhängnisvolle Wartezeit berichtet Arthur Achleitner über den standhaften Stationsvorsteher des Bahnhofs Mürzzuschlag auf der Semmeringbahn, der den Extrazug des österreichischen Kaisers entgegen den Wünschen des dadurch sehr ungehaltenen Kaisers Franz Joseph I. nicht vorfristig abfahren lässt, sondern sich an den Fahrplan hält. Letztendlich bekommt der Stationsvorsteher dafür einen Orden.

### Kaiser Karl I.

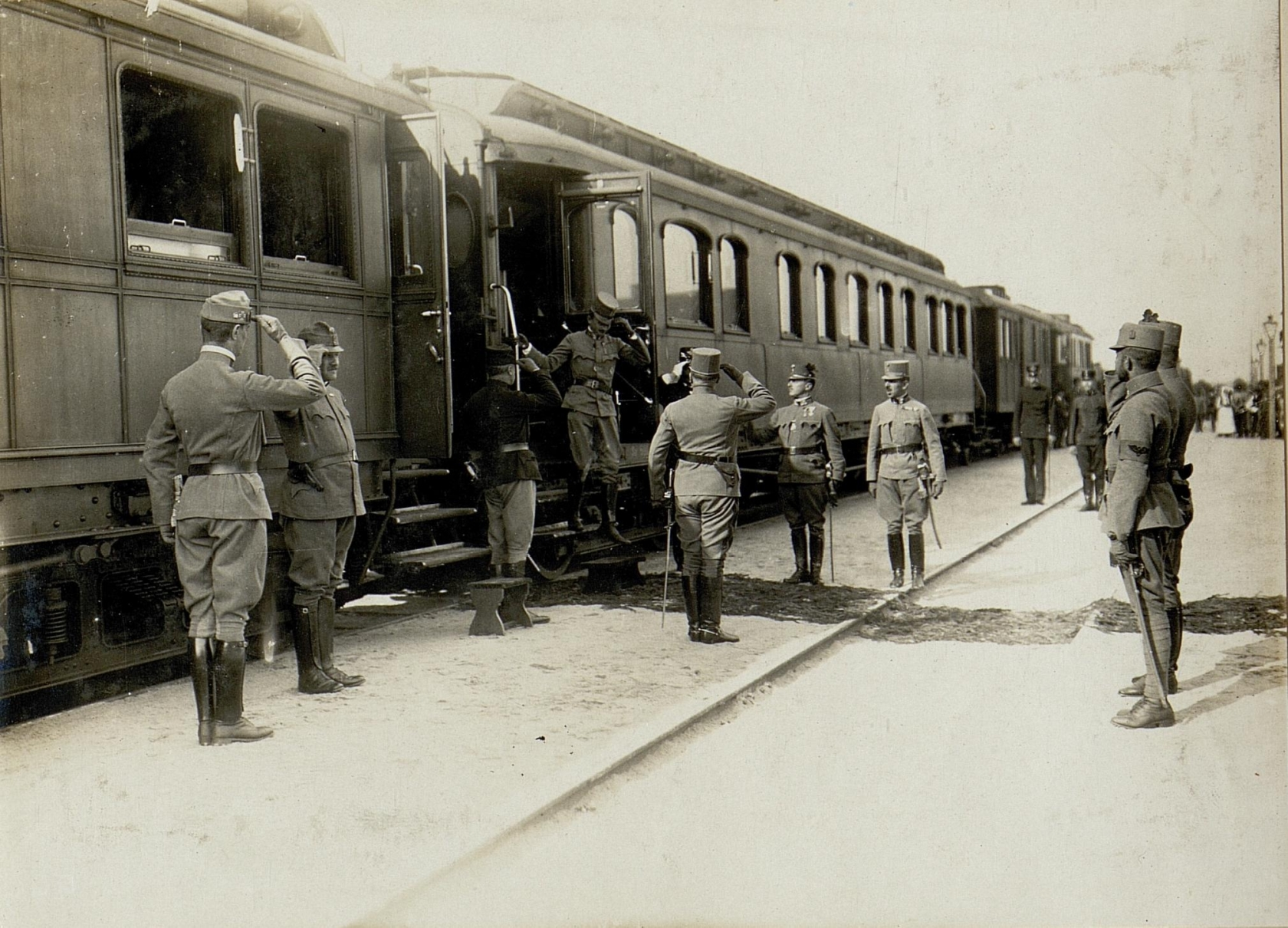
Thronfolger Erzherzog Karl entsteigt dem Hofzug-Salonwagen Hz014 (1916)

Kaiser Karl I. verbrachte nach seiner Thronbesteigung als Kaiser von Österreich und König von Ungarn am 21. November 1916 die meiste Zeit auf Inspektionsreisen, die er überwiegend mit dem k.u.k. Hofsalonzug absolvierte. Auch schon als Thronfolger unternahm er sehr viele Truppeninspektionen im Auftrage des Kaisers. Drei bis vier solcher Reisen pro Monat waren dabei keine Seltenheit. Karl nützte zu seinen Reisen meist den als Hz 0014 eingereihten ehemaligen Salonwagen seines Onkels Erzherzog Franz Ferdinand und den Familienwagen Sa 509, welche mit verschiedenen anderen Wagen aus dem Hofzug, dem ungarischen Hofzug und Wagen der Staatsbahnen zu Hofsonderzügen kombiniert wurden. Diese bestanden jedoch im Sinne eines reibungslosen Ablaufes meist aus nur wenigen Wagen. Die zum Teil behindernden Vorschriften zur Beförderung von Hofzügen ließ der junge Kaiser zum Teil außer Kraft setzen und die Beförderung des Zuges wurde wie ein normaler Truppentransport gehandhabt. In dieser Zeit wurden zumeist nur der Hofsalonwagen und der Speisewagen Hz 005 verwendet, mit welchem der Salonwagen des Kaisers en couplage lief. Oftmals wurde weiters nur ein Gepäckwagen diesem Zug beigegeben oder die Hofzugwagen mit normalen Reisezugwagen kombiniert. Laut nicht näher überprüfbaren Zeitungsberichten aus der Zwischenkriegszeit nutzte Kaiser Karl zwei Hofzugs-Garnituren: eine für Fahrten im Hinterland und eine, „Edelweißtrain“ genannt, für Fahrten an die Front. Diese Garnitur soll auch einen gepanzerten Wagen mit Maschinengewehren zur Abwehr feindlicher Flugzeuge besessen haben.

### Nach 1918
Mit dem Zerfall der Habsburgermonarchie nach dem Ende des Ersten Weltkrieges endete auch die Geschichte der kaiserlich-königlichen Hofsalonzüge. Bereits im Februar 1919 wurden Wagen des nun ehemaligen Hofzuges genutzt, um Vertreter der nun an die Macht gekommenen Sozialdemokratischen Partei – unter ihnen Karl Seitz und Wilhelm Ellenbogen – zu einem Treffen der Internationalen nach Bern zu bringen. Ein letztes Mal wurde der Kaiserzug als solcher eingesetzt, als Kaiser und König Karl nach seinem Verzicht auf die Regierungsgewalt am 23. März 1919 Österreich endgültig verließ und mit seiner Familie vom Bahnhof Kopfstetten-Eckartsau ins Exil in die Schweiz reiste. In Österreich wurde der ehemalige Hofzug danach kaum mehr benutzt. Als Karl Renner im Mai 1919 zu den Friedensverträgen nach St. Germain reiste, nützte er Salonwagen des ehemaligen Hofzuges.
Im April 1921 wurde Kaiser Karl – nach seinem gescheiterten Restaurationsversuch in Ungarn – in drei Wagen des ehemaligen Hofzuges zurück in die Schweiz gefahren. Ob es sich hier allerdings um Wagen des österreichischen oder des ungarischen Hofzuges handelte, ist unklar.
Nach 1919 beanspruchten die Nachfolgestaaten der Monarchie einen Teil der Wagen für sich. Der Großteil der Hofzug-Fahrzeuge dürfte im Zuge der Fuhrparkaufteilung 1925 an den SHS-Staat abgegeben, mindestens drei Wagen gelangten in die Tschechoslowakei. Einzelne Wagen wurden von den neu entstandenen Österreichischen Bundesbahnen übernommen und fortan für die Regierungsspitze vorgehalten bzw. bei Bedarf vermietet. So benutzte der Spekulant Sigmund Bosel bei einer Reise nach Berlin 1923 einen sechsachsigen Salonwagen des ehemaligen Hofzuges. Im Fuhrpark der Bundesbahnen soll es zu dieser Zeit auch zwei ehemalige Hofsalonwagen mit den spöttischen Spitznamen „Karl“ und „Zita“ gegeben haben. Allerdings hatten die Bundesbahnen, von gelegentlichen Fahrten von Regierungsmitgliedern abgesehen, wenig Verwendung für ihre Salonwagen. Daher stand 1930 ein 21 Meter langer Salonwagen „spottbillig“ zum Verkauf.
Der sechsachsige Hofsalonwagen Hz 003 des Kaisers gelangte nach der Aufteilung an den SHS-Staat und diente dem jugoslawischen König Alexander I. Noch im April 1941 war dieser bedeutsame Wagen gemeinsam mit dem ehemaligen Hofreisewagen Hz 0012 vollkommen intakt und im Hofzug des jugoslawischen Königshauses eingestellt.

## Erhaltene Fahrzeuge

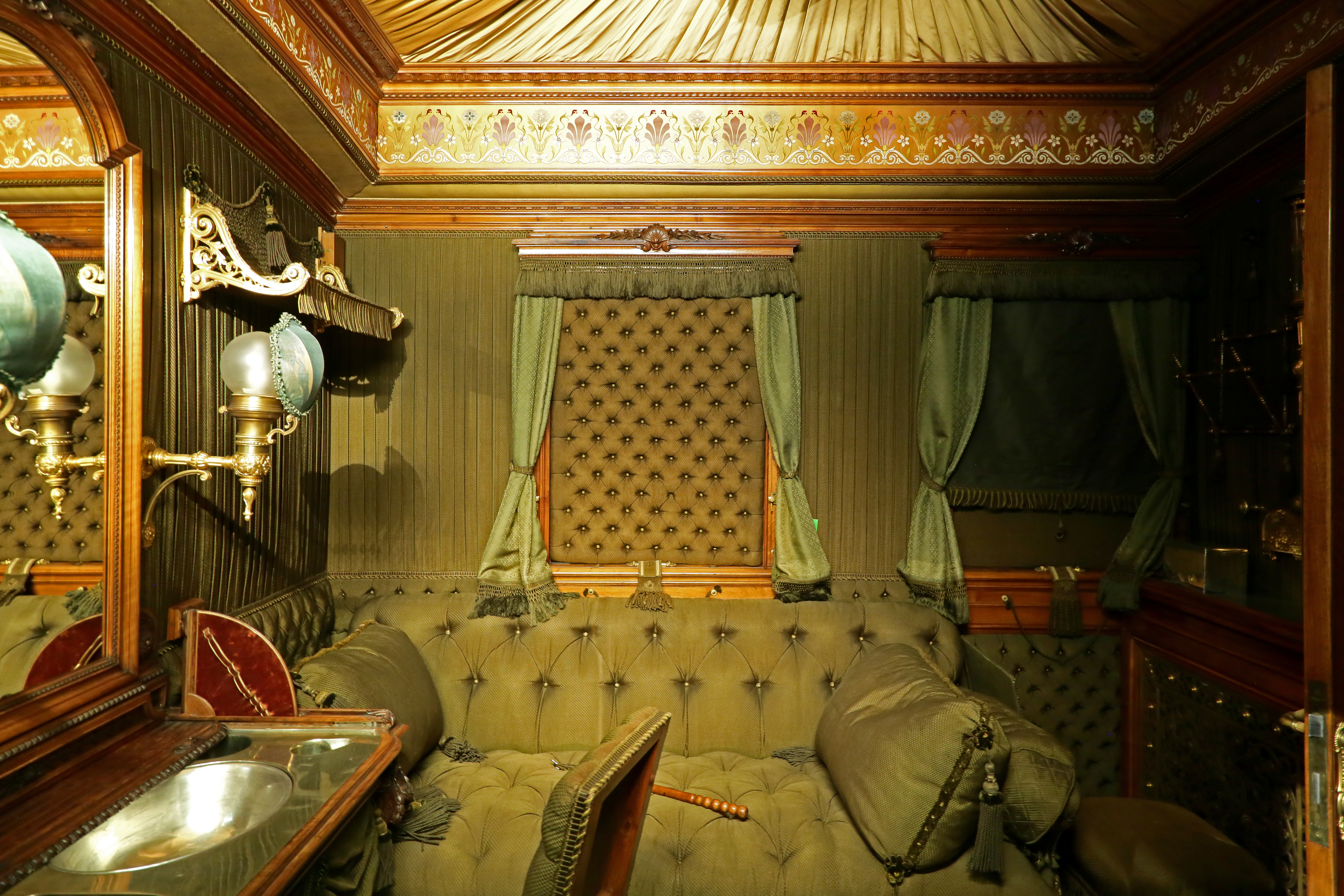
Interieur des Salonwagens von Kaiserin Elisabeth im TMW

Insgesamt drei Fahrzeuge des ehemaligen k.k. Hofzuges sind heute erhalten.
Im heutigen Tschechien befinden sich zwei Fahrzeuge aus dem österreichischen Kaiserzug. Der prunkvolle Speisewagen Hz 005 von 1891 ist im Technischen Nationalmuseum Prag ausgestellt, er diente noch bis in die 1960er Jahre der tschechoslowakischen Regierung und ist das einzige erhaltene Fahrzeug des Hofzuges von 1891. Ebenso ist der 1909 von Ringhoffer gebaute Salonwagen Sa 22 (Hz 0014 II) von Erzherzog Franz Ferdinand im Besitz des NTM. Dieser Wagen wurde anlässlich seines 100. Geburtstages wieder fahrfähig hergerichtet und ist gelegentlich Teil von Sonderfahrten. Er besitzt großteils die originale Einrichtung, welche von Franz Ferdinand sowie später Kaiser Karl und Kaiserin Zita genutzt worden ist. Der Wagen war gleichfalls bis in die 1960er Jahre für die tschechoslowakischen Machthaber im Einsatz.
Der außen sehr schlichte, 1873 gebaute Hofsalonwagen Hz 011 von Kaiserin Elisabeth ist im Wiener Technischen Museum ausgestellt. Über eine seitliche Galerie kann man durch die Fenster in das prunkvolle Innere des Wagens blicken.
In der Sammlung des Eisenbahnmuseums in Bratislava befindet sich ferner der Bauzugwagen SV 91510, bei welchem es sich um den ersten, im Jahr 1898 für Erzherzog Franz Ferdinand gebauten Salonwagen Sa 18 handelt. Das in schlechtem Zustand befindliche Fahrzeug wartet auf seine Restaurierung.

## Galerie

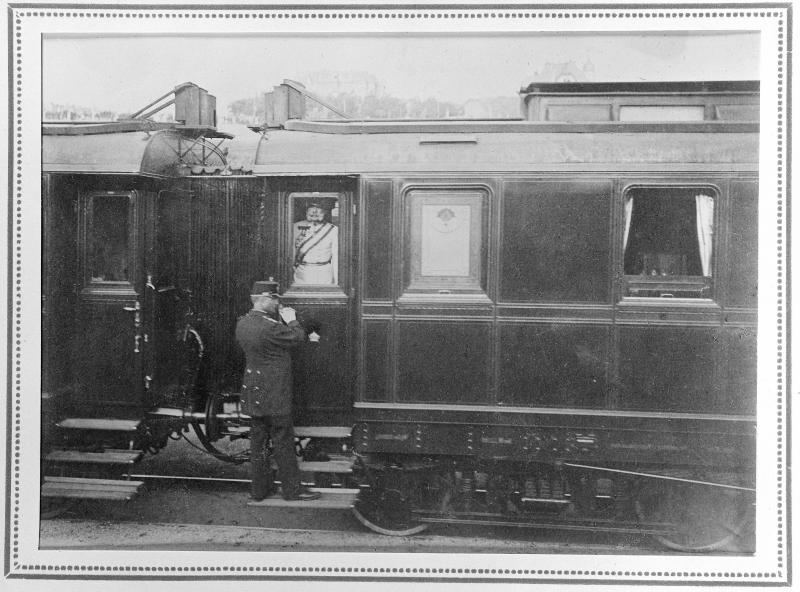
Kaiser Franz Joseph im Hofsalonwagen Hz003 von 1891 (Fotomontage).
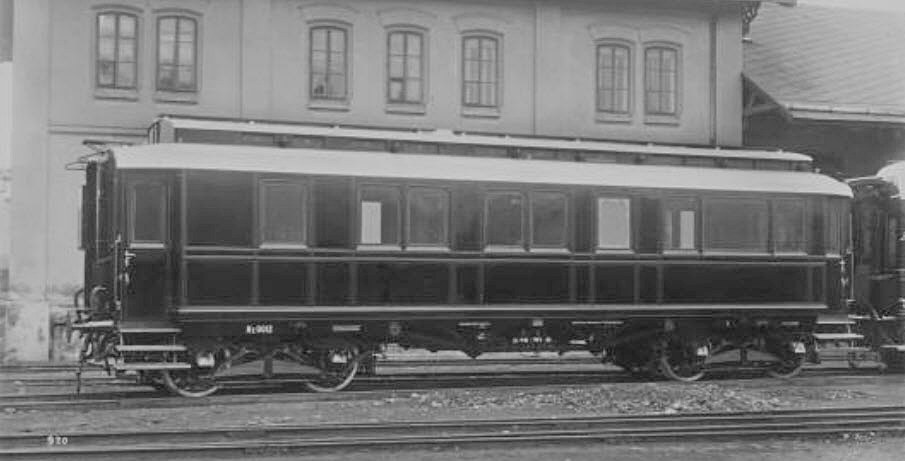
Hofreisewagen Hz0012, ausgestellt auf der Pariser Weltausstellung 1900
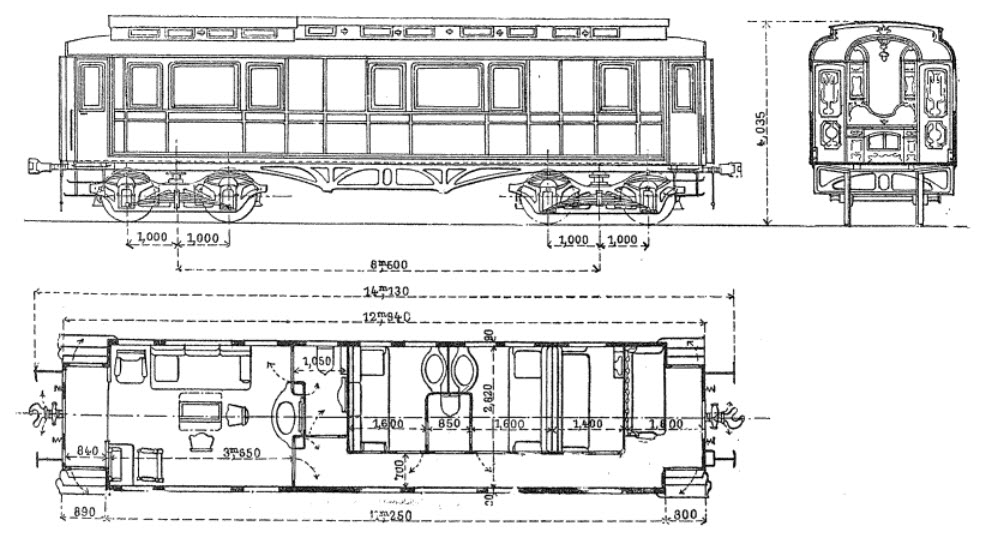
Übersichtsplan von Hz0012
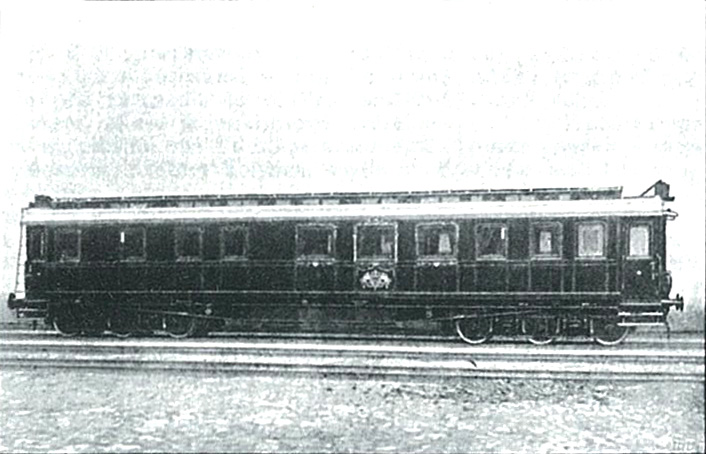
Hofsalonwagen Hz003 (II.) von 1902 mit abnehmbarer goldener Fensterdekoration
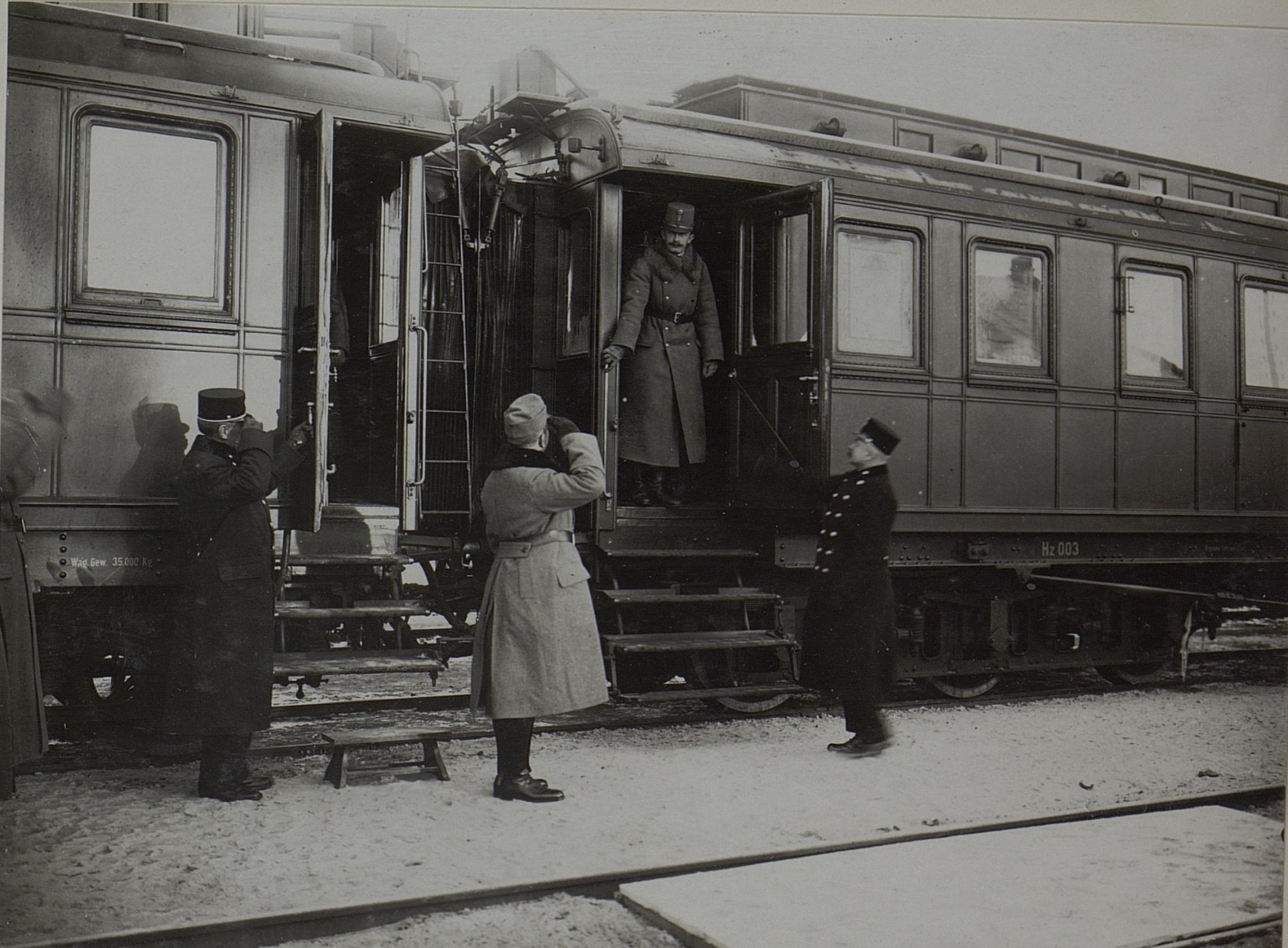
Verabschiedung Kaiser Karls I. in Ozhydiv 1917 in Hz003 (II)
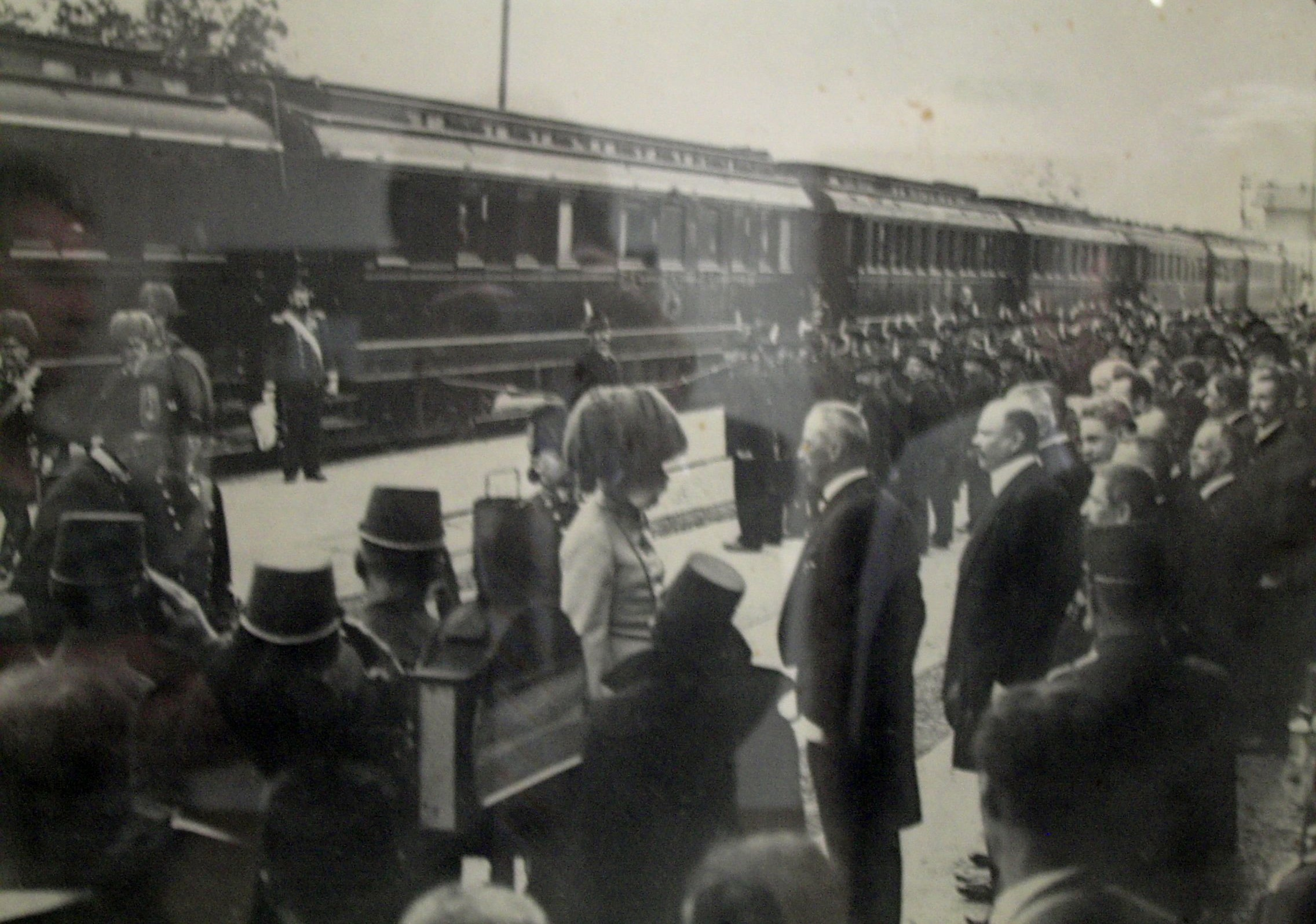
Kaiser Franz Joseph I. beim Empfang in Wörgl
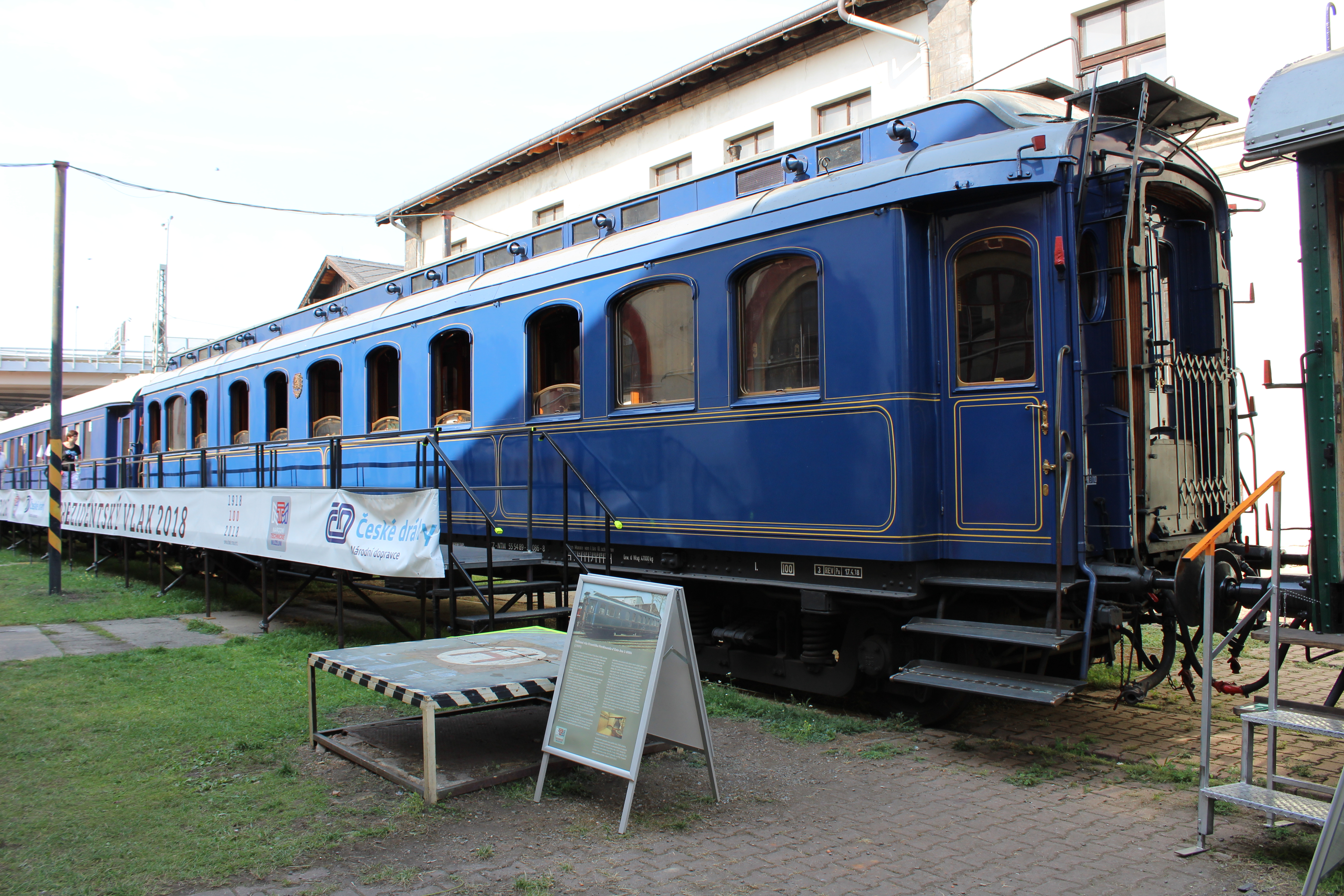
Salonwagen Hz0014 (II) von Erzherzog Franz Ferdinand (1909)
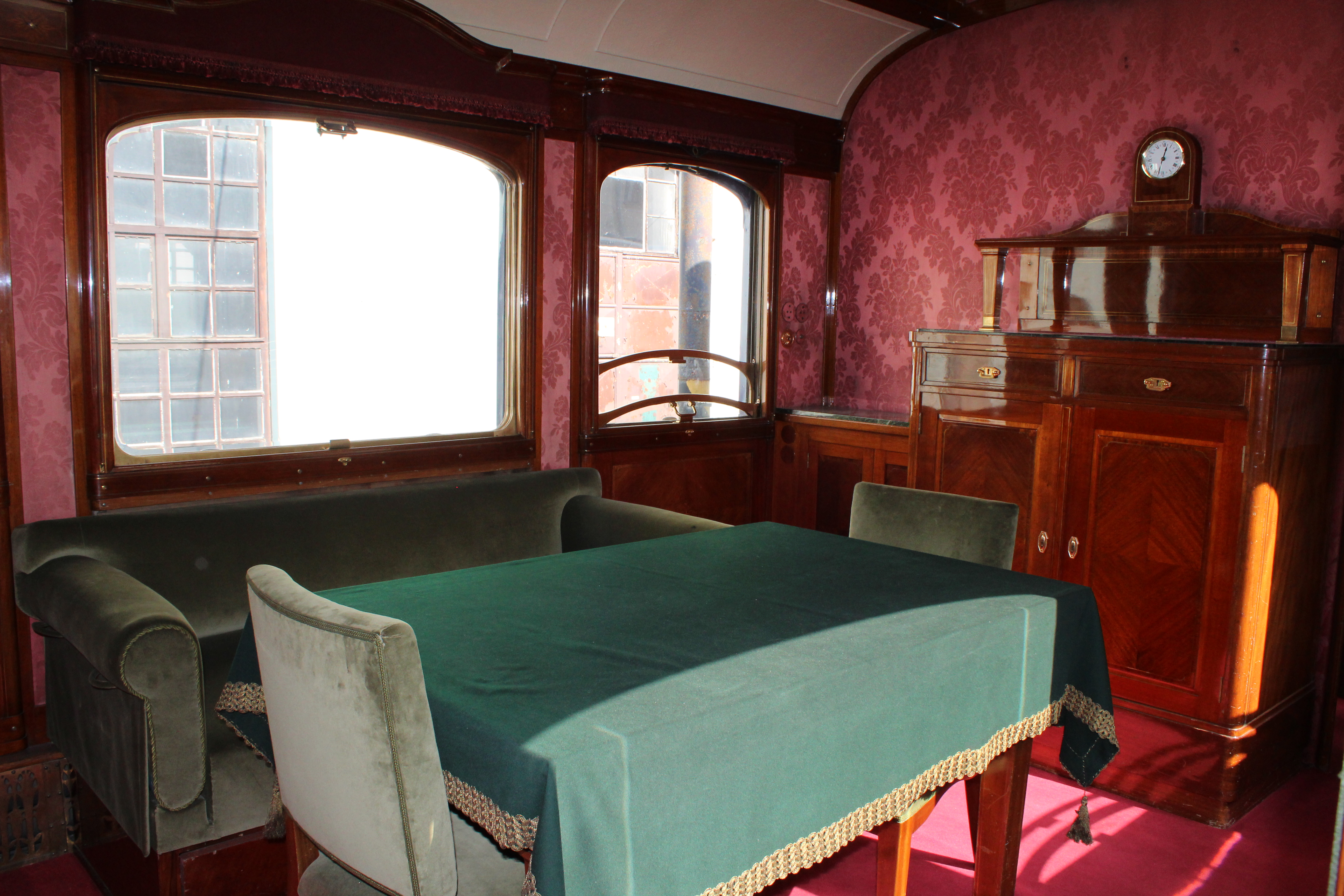
Salon des Hz0014 (II) mit originaler Tapeterie
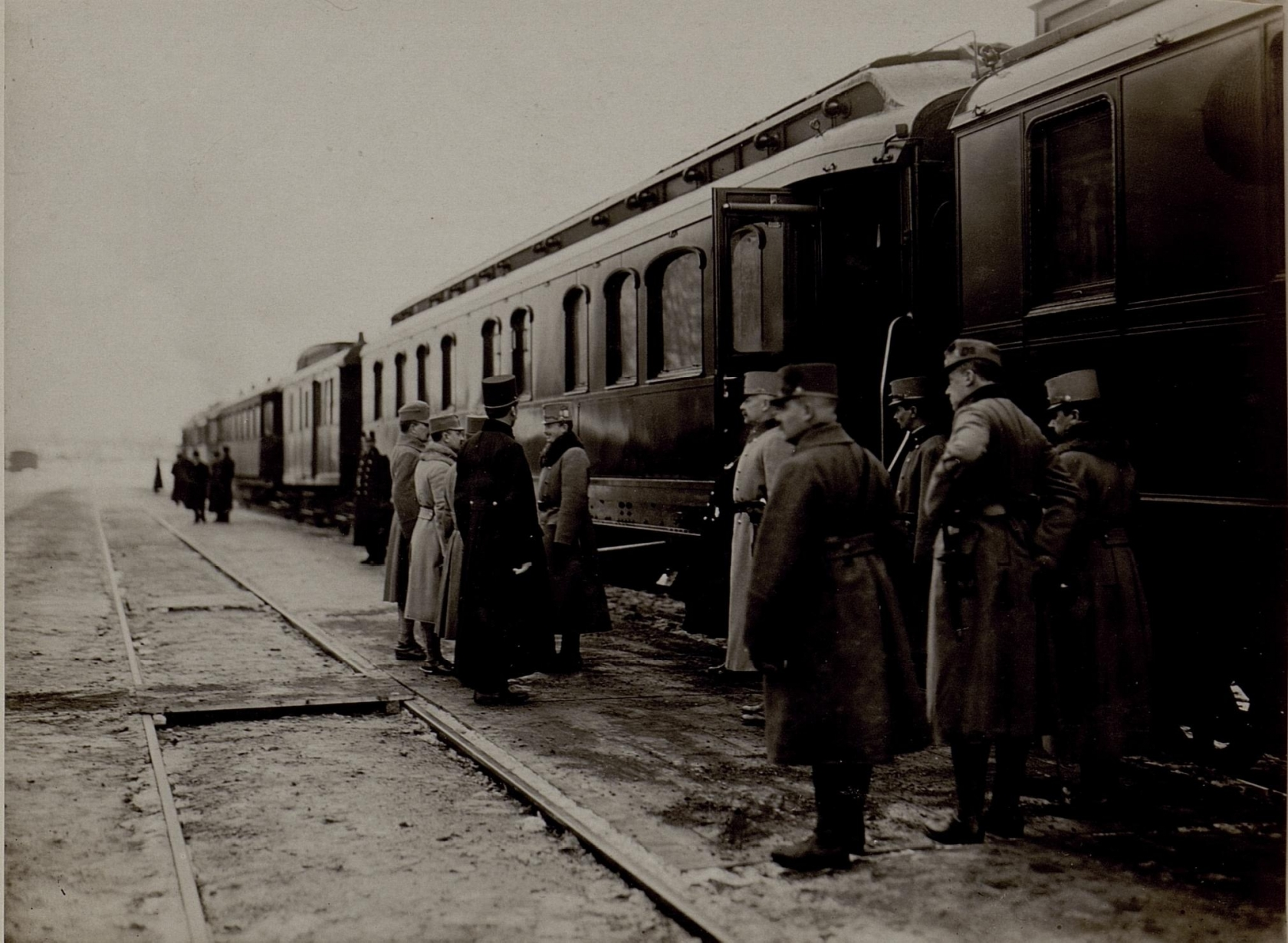
Ankunft des Hofzuges mit Hz 0014 (II) in Oberdrauburg (1916)
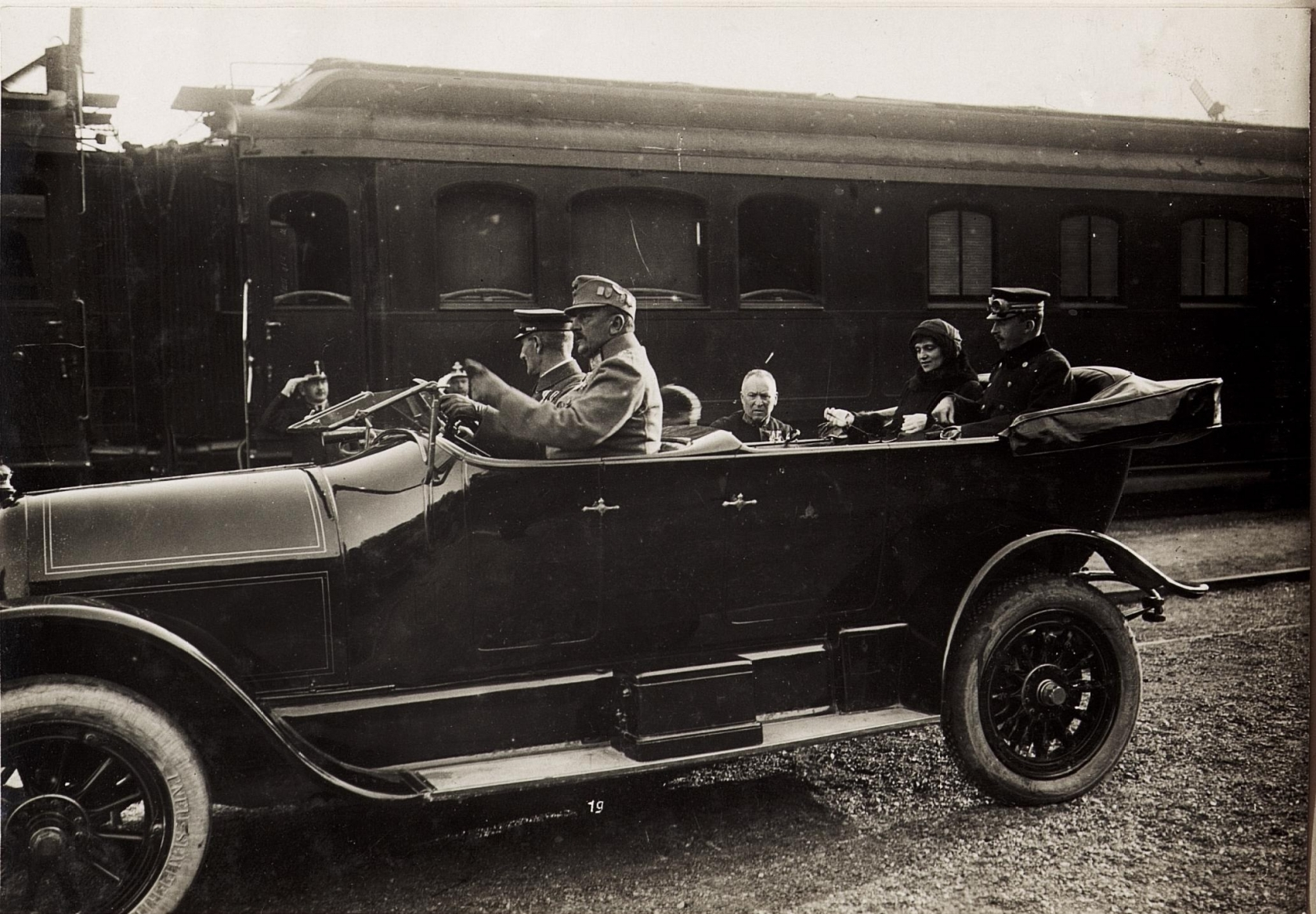
Karl und Zita abfahrbereit im Hofauto vor Hz0014 (II) in Postojna (1917)
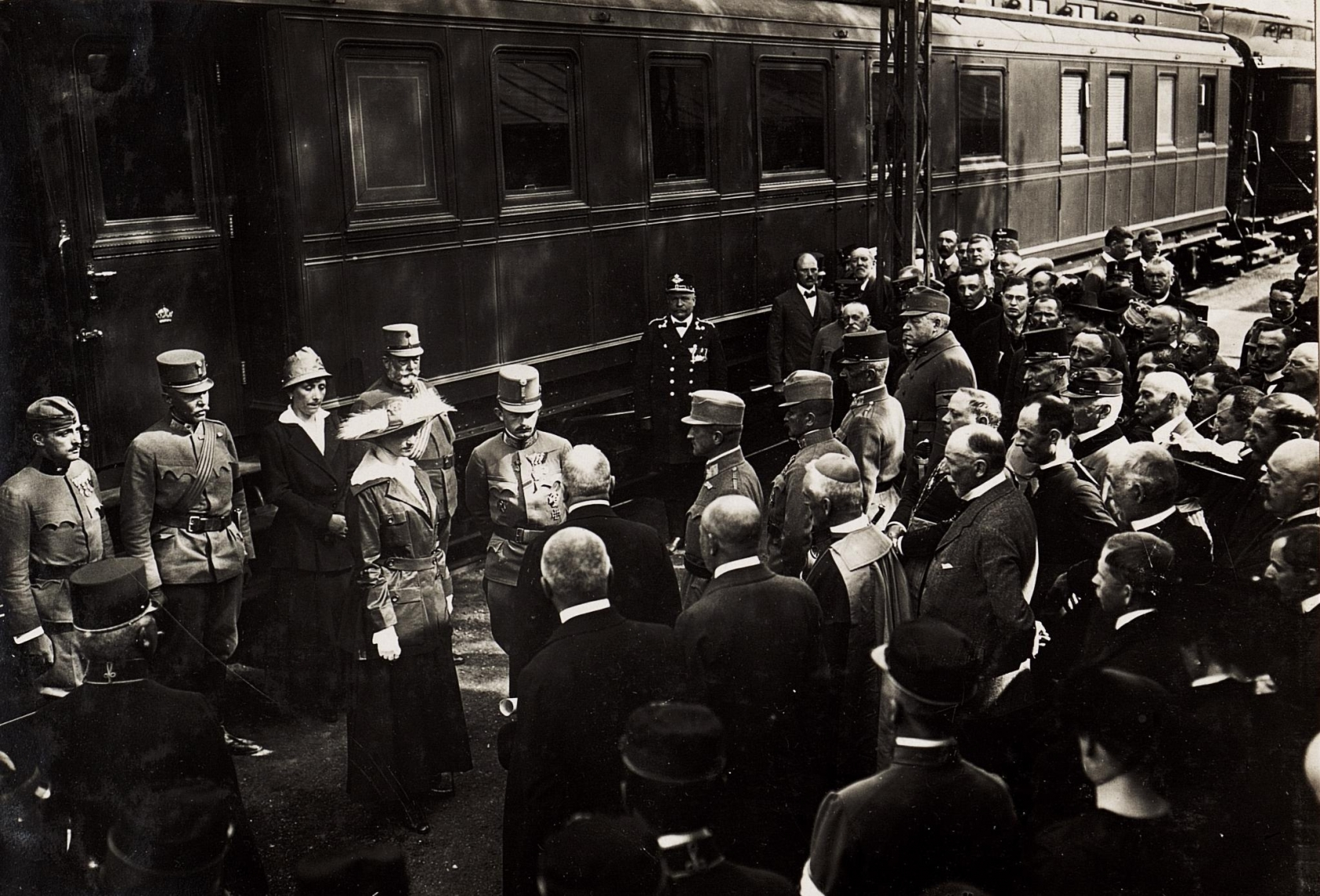
Das Kaiserpaar vor dem Hofsalonwagen Hz 003 (II) in Gyöngyös (1917)
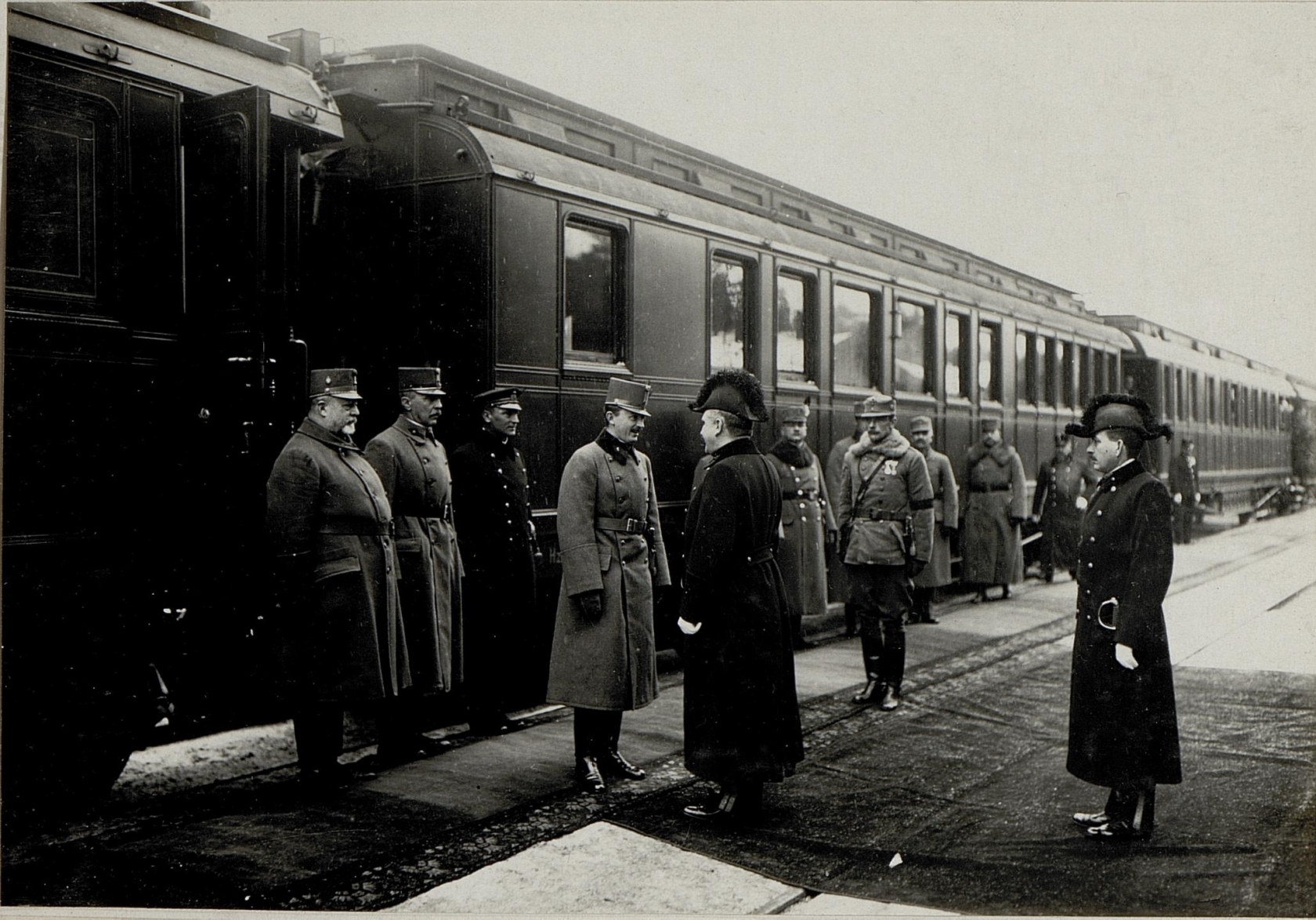
Kaiser Karl wird in Altbunzlau empfangen (1917), im Hintergrund der Speisewagen Hz 005
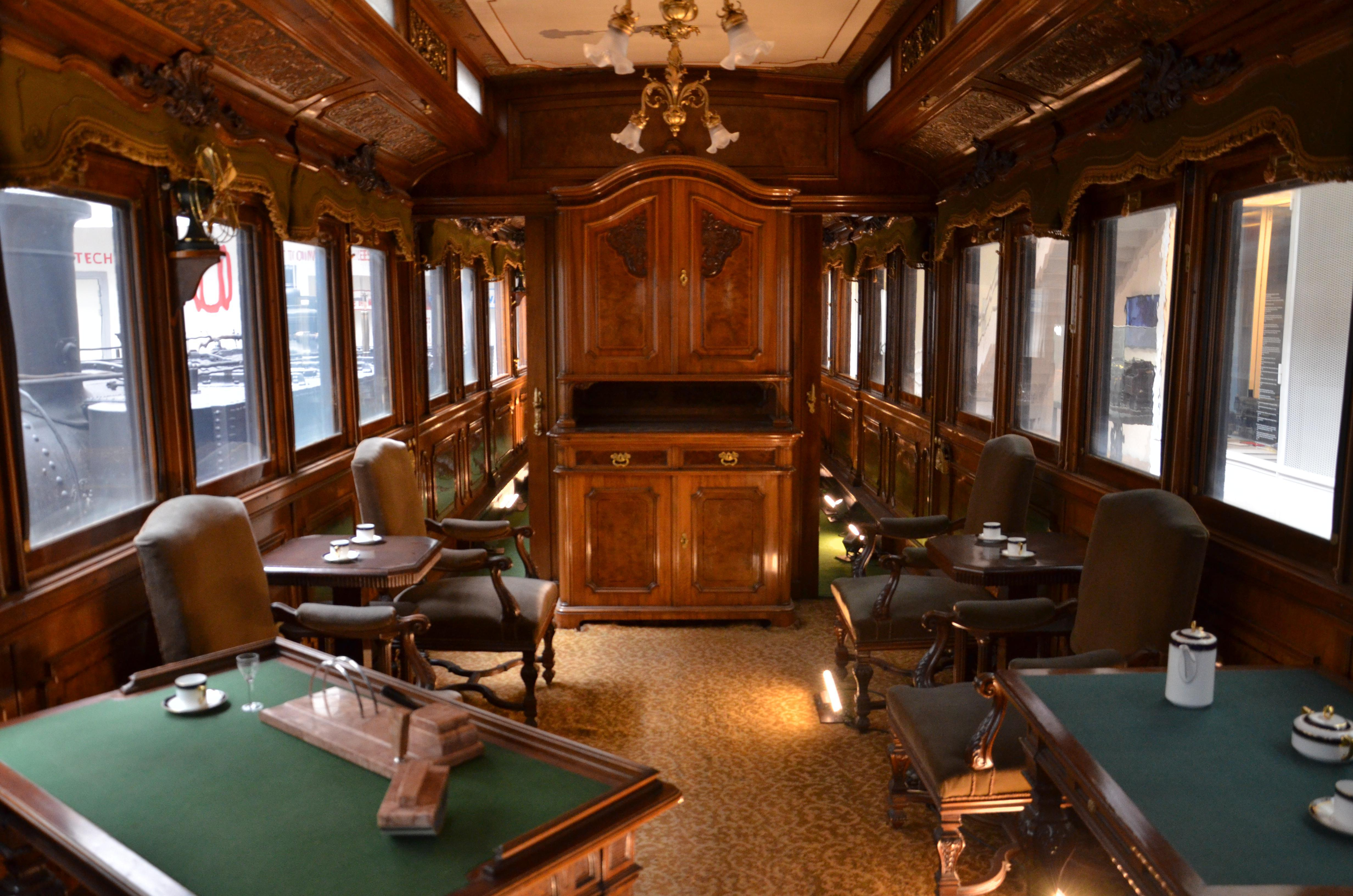
Interieur des Rauchabteiles von Hz 005 im NTM Prag
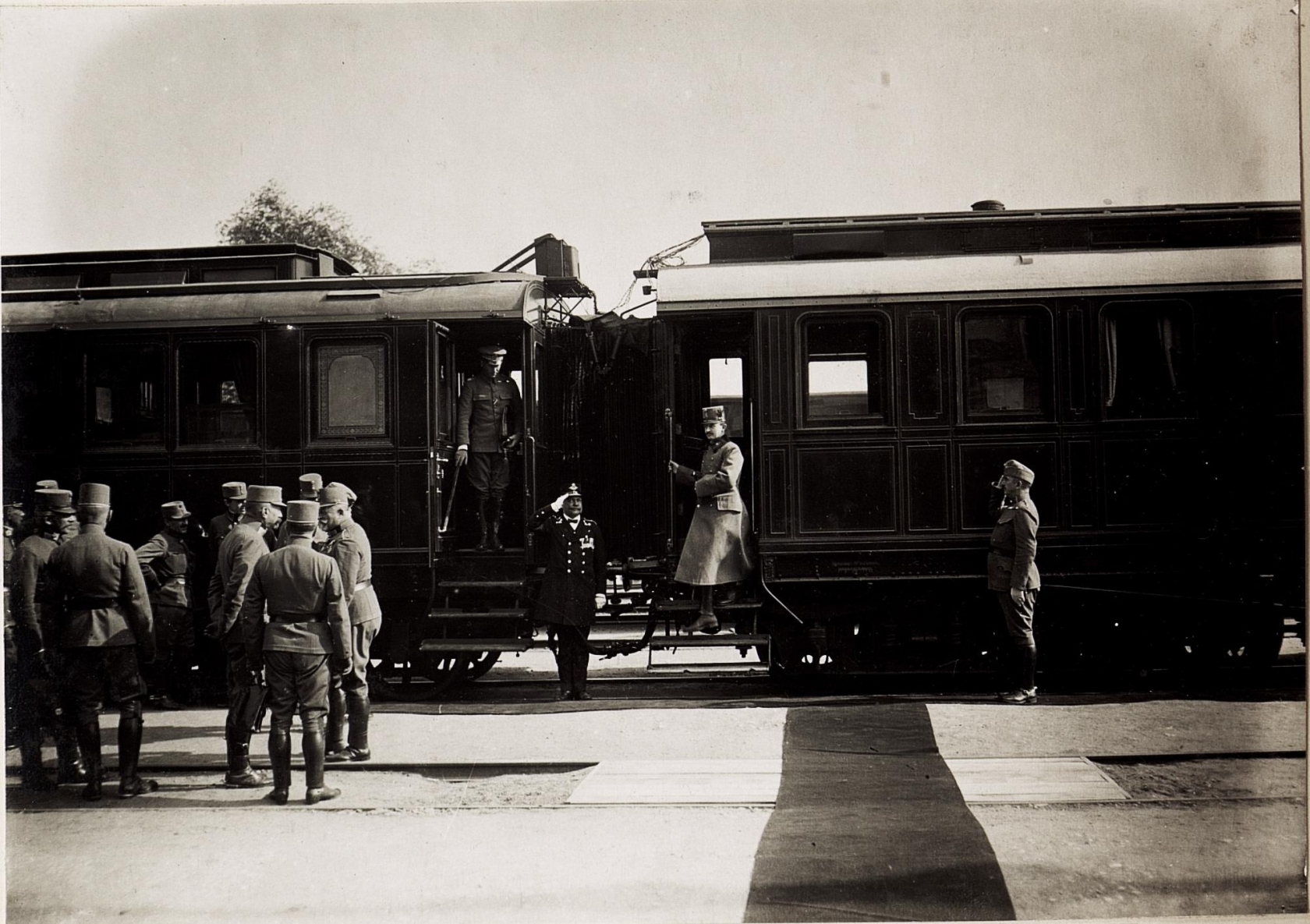
Kaiser Karl in Galizien, links ein Wagen des österreichischen Hofzuges, rechts einer des ungarischen (1917)
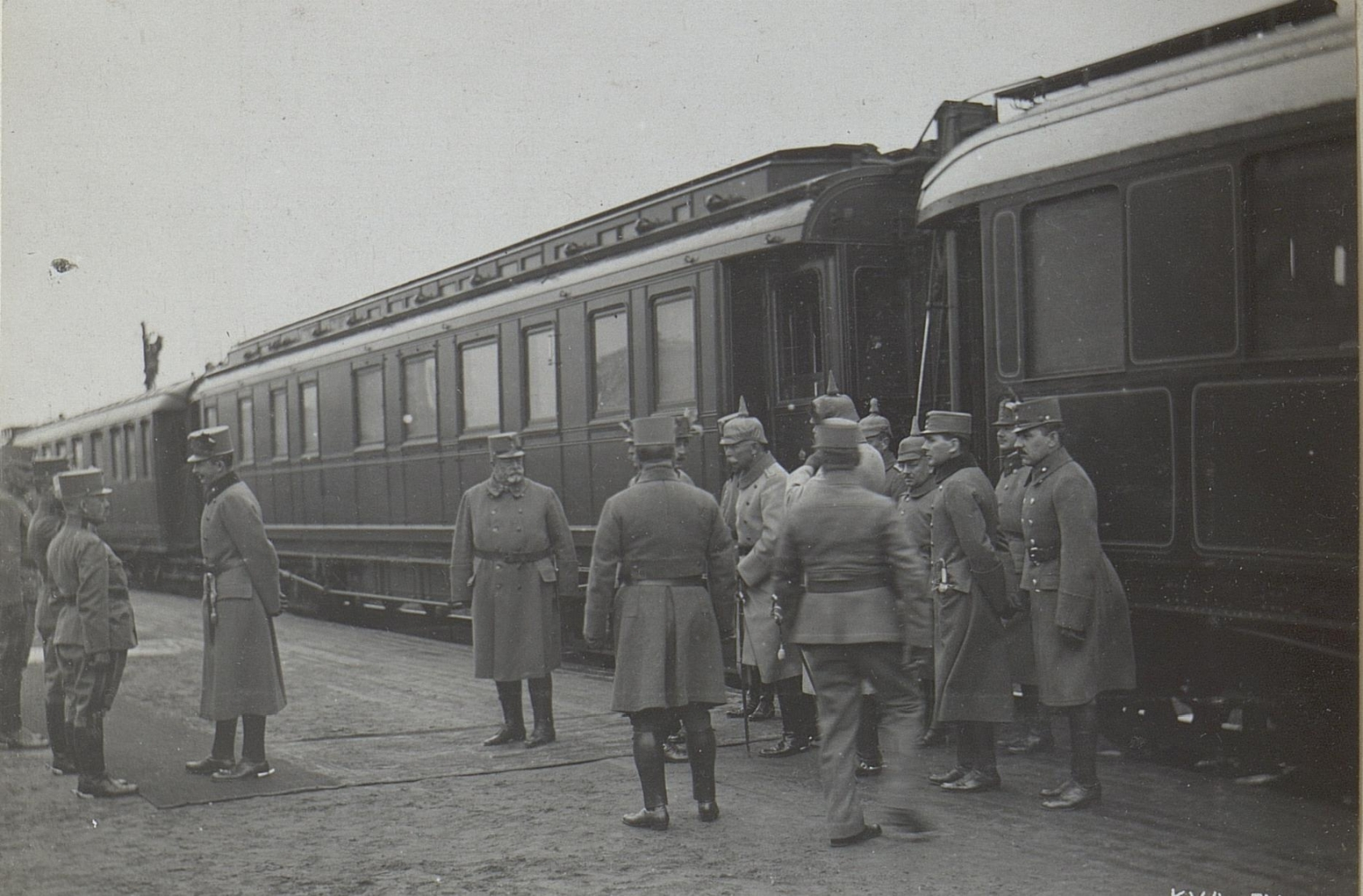
Manchmal wurde Hz 003 (II) aus Sparsamkeit auch mit normalen Reisezugwagen kombiniert (1917)
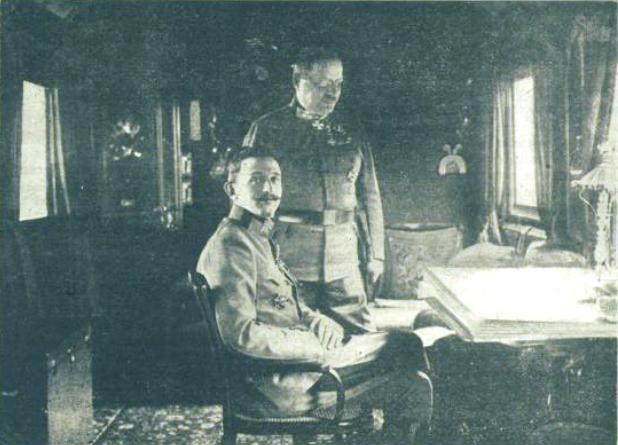
Kaiser Karl I. im Hofzug, gemeinsam mit Generalstabschef Arthur Arz von Straußenburg